# Peisaje realizate de Nicolae Grigorescu la Barbizon
Acest articol dezvoltă secțiunea Opera a articolului principal, Nicolae Grigorescu.
Peisajele pe care Nicolae Grigorescu le-a realizat la Barbizon exprimă parcursul pe care acesta l-a făcut de la stilul neoclasic, pe care l-a practicat până la vârsta de douăzeci și doi de ani în pictura de factură bisericească, la maturizarea sa ca pictor peisagist, trecând prin romantism, realism și impresionism. Acest parcurs a presupus asimilarea conceptelor romantismului lui Pierre-Paul Prud'hon și Eugène Delacroix, realismului practicat de Jean-François Millet, Gustave Courbet și Théodore Rousseau, precum și înțelegerea ideilor pe care precursorii impresionismului Eugène Boudin, Jean-Baptiste Camille Corot și Charles-François Daubigny începuseră a le populariza în rândul artiștilor.
„De la aceștia a învățat Grigorescu limba. Căci, de spus, avea el ce spune. În atelierul lor — care era vasta pădure de la Fontainebleau — a pus pe pânză cei dintăi arbori și cea dintăi brazdă de pământ adevărat. Acolo a înțeles el că în artă nu-i nimic fără însemnătate, că de obicei caracterul esențial al unui lucru se ascunde subt un amănunt pe care adesea ochiul unui copil îl descopere mai degrabă decât privirea iscusită ce pândește și caută, cu preocuparea efectului. Acolo s-a dumerit. Puterile care palpitau în el nerăbdătoare s-au desfăcut deodată, ca mugurii primăverii după o ploaie blagoslovită. Ce-ar fi fost Grigorescu fără „Școala de la Fontainebleau”? Desigur, tot un pictor mare. Școala dă o direcție, arată un drum, și pe cei fără aripi îi învață să meargă. Cei tari zboară. Zboară, în orice caz. Școala, când e bună, cum a fost cea de la Fontainebleau, îi ajută să zboare drept la țintă.
Grigorescu era chemat să facă peisaje. Să-și cânte țara lui în colori. Iubire de singurătate și de orizonturi largi, un simț instinctiv al pitorescului, o vedere fericită, repede, profundă, însoțită de o năzdrăvană putere de a fixa pe pânză, tot așa de repede și de clar, senzația vizuală a lucrurilor — un suflet curat și simplu, ca și natura în mijlocul căreia îi plăcea așa de mult să trăiască, adâncit în evlavia adevărului care purifică și înalță, toată această viață sonoră era pregătită, ca o liră acordată, pentru cântecul pământului din care s-a ridicat, din care numai spre îndeplinirea acestei chemări s-a ridicat.”
---- Alexandru Vlahuță: Pictorul Nicolae Grigorescu, Editura Casa Școalelor, București, 1910
Primele tablouri care au înfățișat aspecte din natură, Nicolae Grigorescu le-a realizat fiind interesat de creația plastică a lui Jean-Baptiste Camille Corot. Ele au fost executate în mod evident cu o plăcere accentuată de analiza personală privind meșteșugul marelui înaintaș și mai ales cu predilecția pe care o avea în construcția compoziției cu păduri masive în care frunzișul copacilor se remarcă cu tărie, în funcție de momentul zilei ales sau după anotimp. În mod similar lui Corot, pictorul român a adus pe pânzele sale copacii cu coroane aplecate, conturați prin curbe grațioase, mai mult ca o sugestie a formelor decât ca urmare a unei analize profunde. Crengile au fost desenate cu pensulație fine, dusă șerpuit printre petele care formează frunzișul exuberant. Adesea, apar similarități operei lui Corot - într-un prim-plan îndepărtat două trei pete de culoare mai vii care sugerează personaje minuscule.
Pitorescul satului Barbizon, care avea vedere spre pădurea maiestuoasă de la Fontainebleau precum și spre câmpie, putea oferi elementele picturale necesare: bălțile și copacii falnici, luminișurile și stâncile masive. Această realitate bucolică a declanșat resortul lăuntric ce vibra în armonie perfectă cu natura poetică a țării sale. Într-un asemenea mediu natural și alături de maeștrii ai expresiei directe și libere, pictorul român s-a metamorfozat într-un artist singuratic ce a fost cucerit de spectacolul mereu schimbător al naturii. Unul dintre criticii cei mai avizați, George Oprescu, l-a definit pe Grigorescu ca fiind pe un artist vizual, în opoziție cu cei imaginativi. Catalogarea aceasta de vizual, se constituie în opinia istoricului, ca fiind cea mai importantă trăsătură a acestui observator sensibil și atent la nuanțele infinite ale universului.
Datorită experienței pe care a avut-o în prima sa perioadă de creație ca iconar și zugrav de biserici, Nicolae Grigorescu considera peisajul ca o parte intrinsecă a unei compoziții. Aflându-se la Barbizon în mijlocul unui grup faimos de artiști peisagiști, el și-a dat seama care a fi calea de studiu pe care să o urmeze. A părăsit atelierul monoton a lui Sébastien Cornu și s-a hotărât pentru a face o artă în care natura să aibă locul  principal. Natura pe care Grigorescu a înfățișat-o este una simplă și atunci când omul lipsea din imagine, peisajul era urmărit și înțeles ca o parte din realitatea imediată.
Emblematice pentru perioada de formare de la Barbizon, au rămas posterității câteva lucrări de mare valoare artistică. Unele dintre ele au făcut parte din Tezaurul României care a fost dus spre păstrare în anul 1917 în Rusia, în timpul primului război mondial. În anul 1956, au fost restituite Peisaj cu turmă de oi, Puntea ruptă, Peisajul din pădure și Interior de curte. Remarcabile și reprezentative pentru artistul român sunt lucrările intitulate Toamna la Fontainebleau, Intrarea în pădurea Fontainebleau, Peisaj cu stânci la Fontainebleau, Apus de soare la Barbizon, La adăpat, Curte la Barbizon, Peisaj cu turmă de oi și Interior de curte.

## Studii la Paris
Informațiile despre studiile pe care Nicolae Grigorescu le-a făcut la Paris sunt lapidare și pline de incertitudini. După unii biografi ai artistului, Grigorescu a lucrat câteva luni de zile în atelierul lui Sébastien Cornu, după a alții și în atelierul lui Charles Gleyre. Părerile au fost împărțite și vis-a-vis de studiile pe care pictorul român le-ar fi făcut la École Nationale Supérieure des Beaux-Arts din Paris. Astfel, biograful Virgil Cioflec a opinat în anul 1925, că Nicolae Grigorescu nu ar fi urmat niciodată cursurile Academiei pariziene, deoarece din cercetările pe care le-a făcut, acesta nu apare înscris în registrele școlii franceze. Alexandru Vlahuță a pomenit doar de un concurs la care acesta ar fi participat, fără să precizeze și anul în care acesta s-a organizat. Începând din anul 1959, odată cu apariția biografiei scrisă de către Barbu Brezianu în care acesta a adus o serie de informații privind activitatea lui Grigorescu la Paris, s-a propagat în toată literatura de specialitate certitudinea că artistul ar fi urmat cursurile Academiei din Paris pe o perioadă de circa un an și jumătate, adică din toamna anului 1861, sau primăvara lui 1862, până în la jumătatea anului 1863. Brezianu a adus ca surse o bogată bibliografie de autori (vezi Sursele lui Barbu Brezianu). George Oprescu în anul 1961 a menționat în monografia lui Nicolae Grigorescu aceleași informații care apar în lucrarea lui Barbu Brezianu, fără a specifica vreo sursă de documentare. (Vezi capitolul Incertitudini și controverse)
În toată perioada cât a stat la Paris, Grigorescu a executat o serie de copii după vechii maeștrii ai picturii, fapt ce indică numeroasele sale vizite la Muzeul Luvru, atât în timpul școlii cât și după aceea. Urmându-și vocația de peisagist, el a fost mai atras decât de orice altceva, de Barbizon, satul care era în acele timpuri celebru prin arta înnoitoare a lui Jean-François Millet și a lui Théodore Rousseau, care s-au stabilit chiar aici. Emblematici pentru această perioadă efervescentă a Barbizonului au mai fost și pictorii Jean-Baptiste Camille Corot și Gustave Courbet ca și mulți alții care au făcut celebră Școala de la Barbizon.

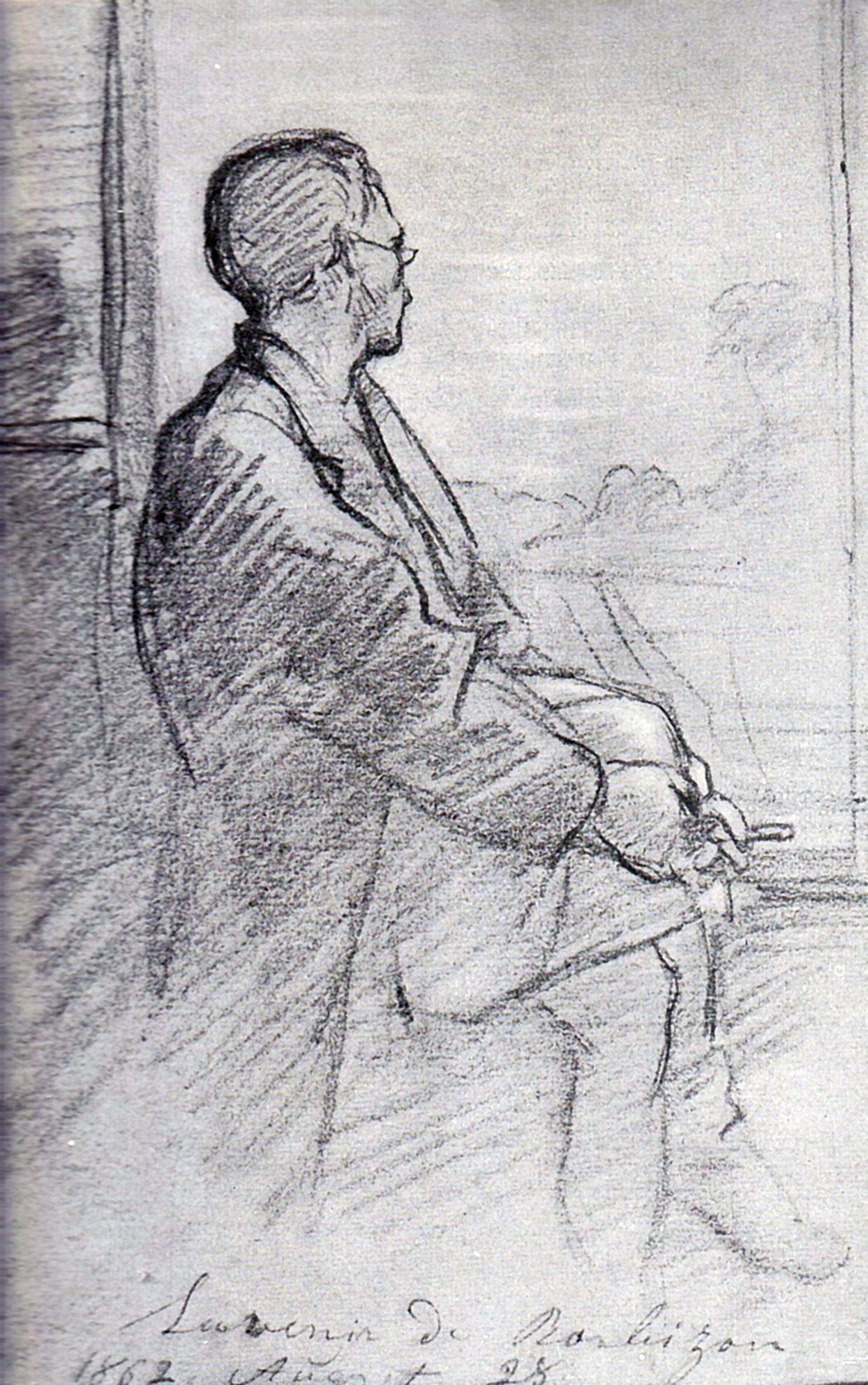
Portret de bărbat
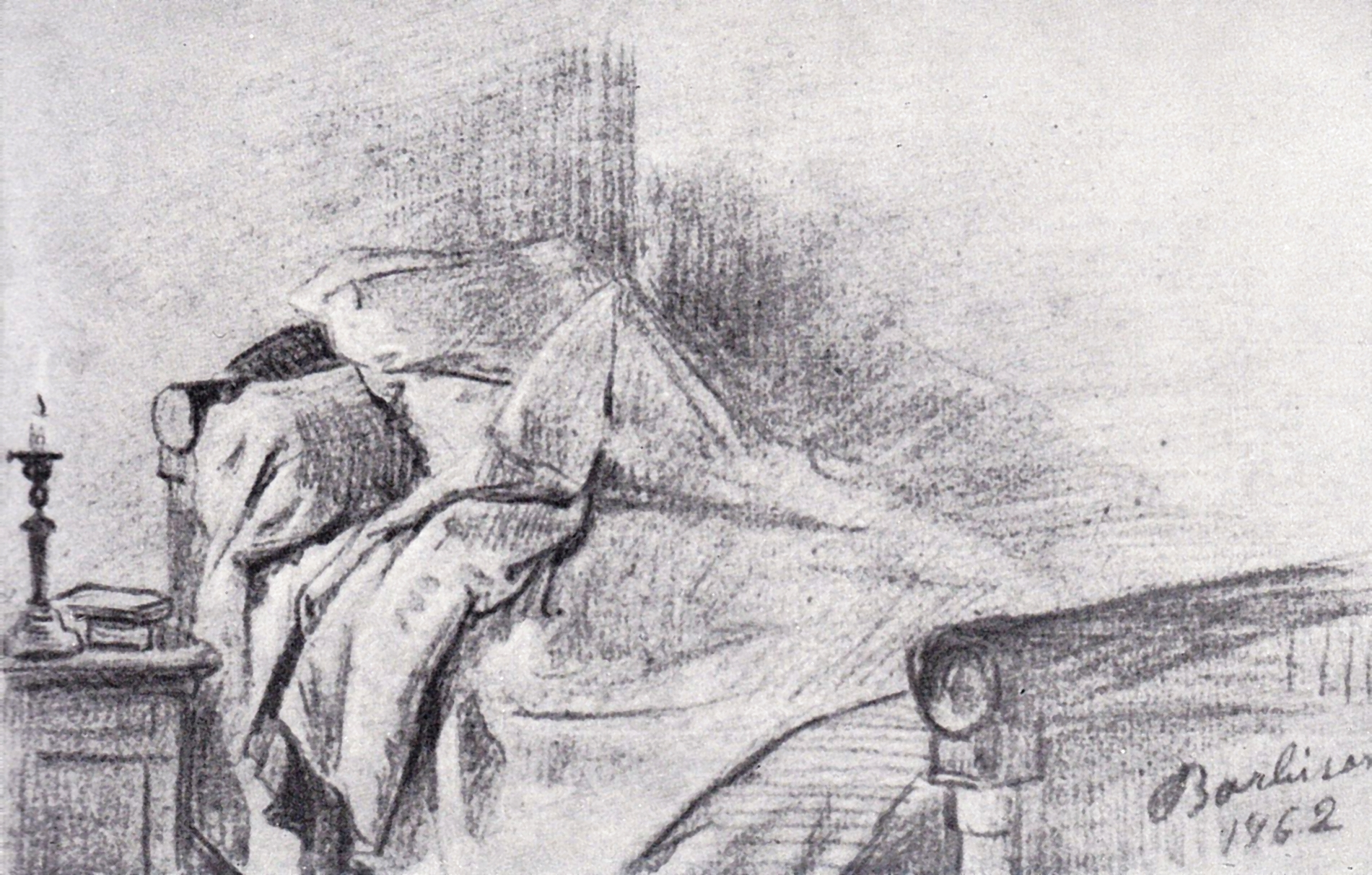
Patul pictorului la Barbizon
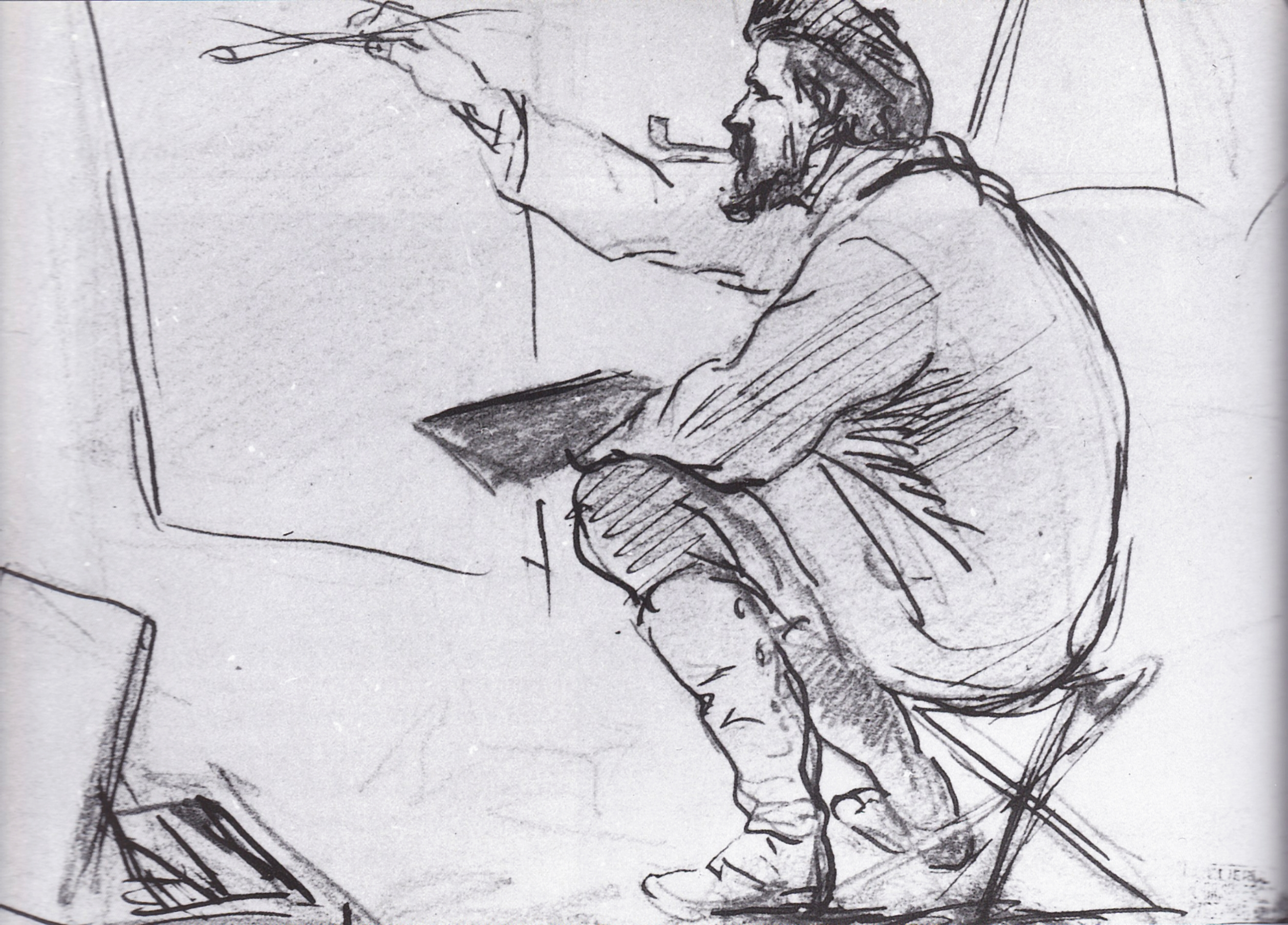
Pictor la peisaj
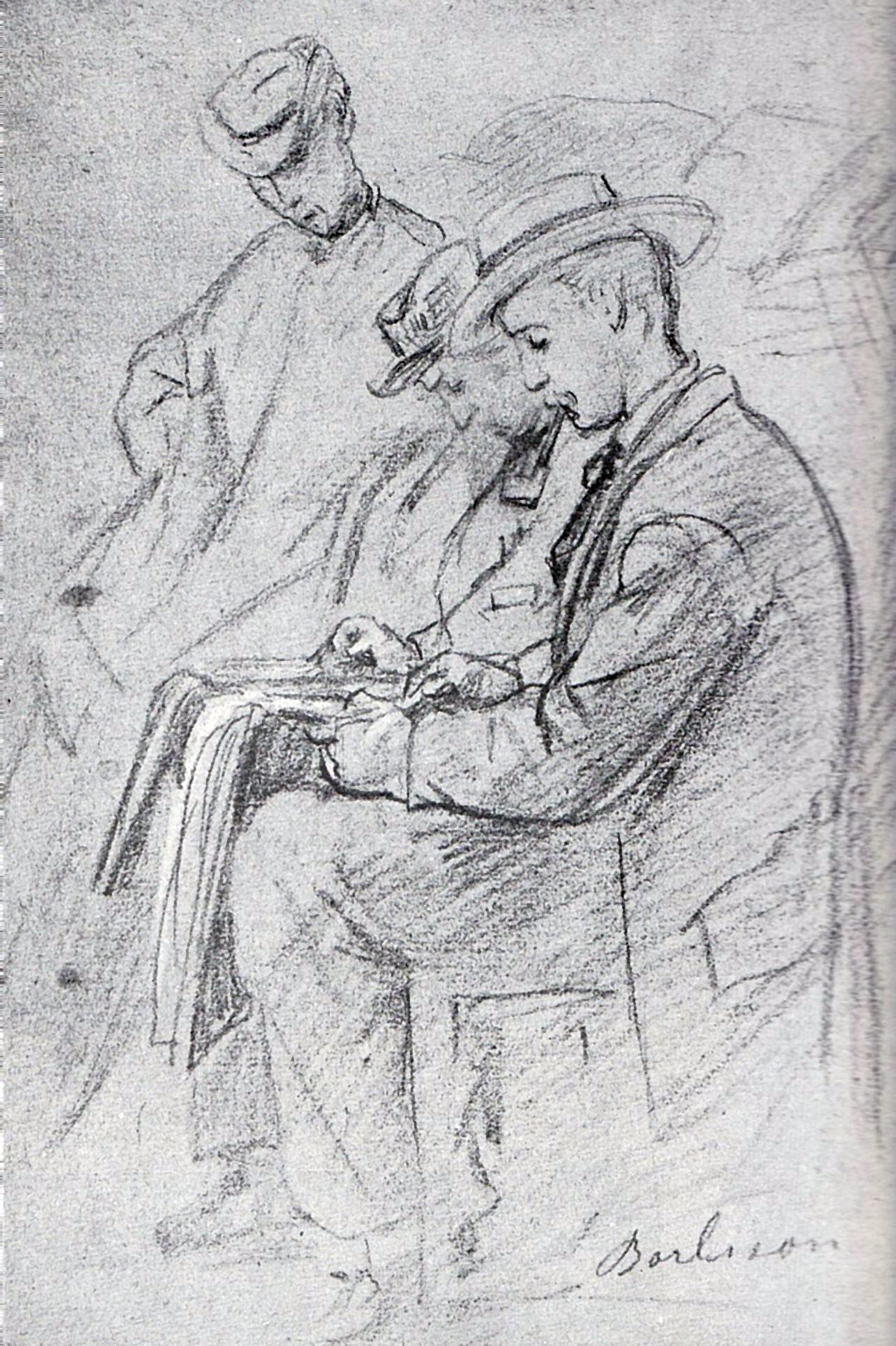
Pictori desenând la Barbizon

Primele lucrări realizate de Grigorescu la Paris și care s-au păstrat până astăzi, sunt câteva desene datate în anul 1862 la Barbizon: Patul pictorului la Barbizon; un bust al vreunui camarad întins pe spate cu capul sprijint pe mâna dreaptă - aflat la Muzeul Simu; Portret de bărbat care înfățișează același model ca cel descris mai înainte, pe care a însemnat Souvenir de Barbizon, 1862, august 28 și Pictori desenând la Barbizon aflat astăzi la Biblioteca Academiei Române la Cabinetul de stampe. Datarea acestor lucrări transmit informația că Grigorescu se afla la Barbizon încă din anul 1862. Artistul a mai realizat lucrări de atelier cum este cel datat în 1862 pe care a menționat primul meu desen după natură sau nudul neterminat pe care l-a dăruit spre bătrânețe lui Costin Petrescu. A pictat de asemenea în stilul romantismului târziu, eclectic, mai multe studii ititulate când Izvor, când Sorginte - unul din ele aflându-se la Muzeul de Artă de la Brașov.

## Influențe
Datorită experienței pe care a avut-o în prima sa perioadă de creație ca iconar și zugrav de biserici, Nicolae Grigorescu considera peisajul ca o parte intrinsecă a unei compoziții. Aflându-se la Barbizon în mijlocul unui grup faimos de artiști peisagiști, el și-a dat seama care a fi calea de studiu pe care să o urmeze. A părăsit atelierul monoton a lui Sébastien Cornu și s-a hotărât pentru a face o artă în care natura să aibă locul  principal. Natura pe care Grigorescu a înfățișat-o este una simplă și atunci când omul lipsea din imagine, peisajul era urmărit și înțeles ca o parte din realitatea imediată. Ca urmare, artistul român, în perioadele când era la Paris, a vizitat nu numai muzeele în care erau etalate operele marilor maeștrii ai picturii, ci  toate expozițiile anuale oficiale, urmărind creațiile pictorilor care îl interesau. Grăitor în acest sens este Salonul Oficial din 1863 de la Paris, unde au expus numeroase opere Corot, Delacroix, Paul Huet, Daubigny și Rousseau.
Primele tablouri care au înfățișat aspecte din natură, Nicolae Grigorescu le-a realizat fiind interesat de creația plastică a lui Jean-Baptiste Camille Corot. Ele au fost executate în mod evident cu o plăcere accentuată de analiza personală privind meșteșugul marelui înaintaș și mai ales cu predilecția pe care o avea în construcția compoziției cu păduri masive în care frunzișul copacilor se remarcă cu tărie, în funcție de momentul zilei ales sau după anotimp. În mod similar lui Corot, pictorul român a adus pe pânzele sale copacii cu coroane aplecate, conturați prin curbe grațioase, mai mult ca o sugestie a formelor decât ca urmare a unei analize profunde. Crengile au fost desenate cu pensulație fine, dusă șerpuit printre petele care formează frunzișul exuberant. Adesea, apar similarități operei lui Corot - într-un prim-plan îndepărtat două trei pete de culoare mai vii care sugerează personaje minuscule.
Acest mod de a realiza peisajele după natură pare puțin cam schematic, superficial, și nu destul de personal. Ameliorarea acestuia s-a schimbat progresiv și în scurt timp stilul artistului a devenit mai propriu. Elocventă în acest sens este Margine de pădure, mai nouă stilistic, dar nu mult mai nouă, realizată în perioada 1862 - 1864, înaintea de revenirea pictorului în România din anul 1864. Cromatica este mai transparentă, conturul elementelor constitutive ale peisajului mai elegant, materia mai fluidă și valorile au fost gradate cu mai multă subtilitate.
Prin comparație cu neoclasicii care concurau la competiția Prix de Rome  a Academiei de Arte Frumoase de la Paris, pictorii de la Barbizon au încercat să redea cu preponderență realitatea înconjurătoare a celei mai mici ramuri a arborilor din pădure, a celei mai mici frunze, așa cum numai natura până atunci a putut-o face. Au reușit pentru prima oară în fața aceluiași model să împletească precizia reprezentării cu sentimentul, în opere ce degajau un lirism unic.

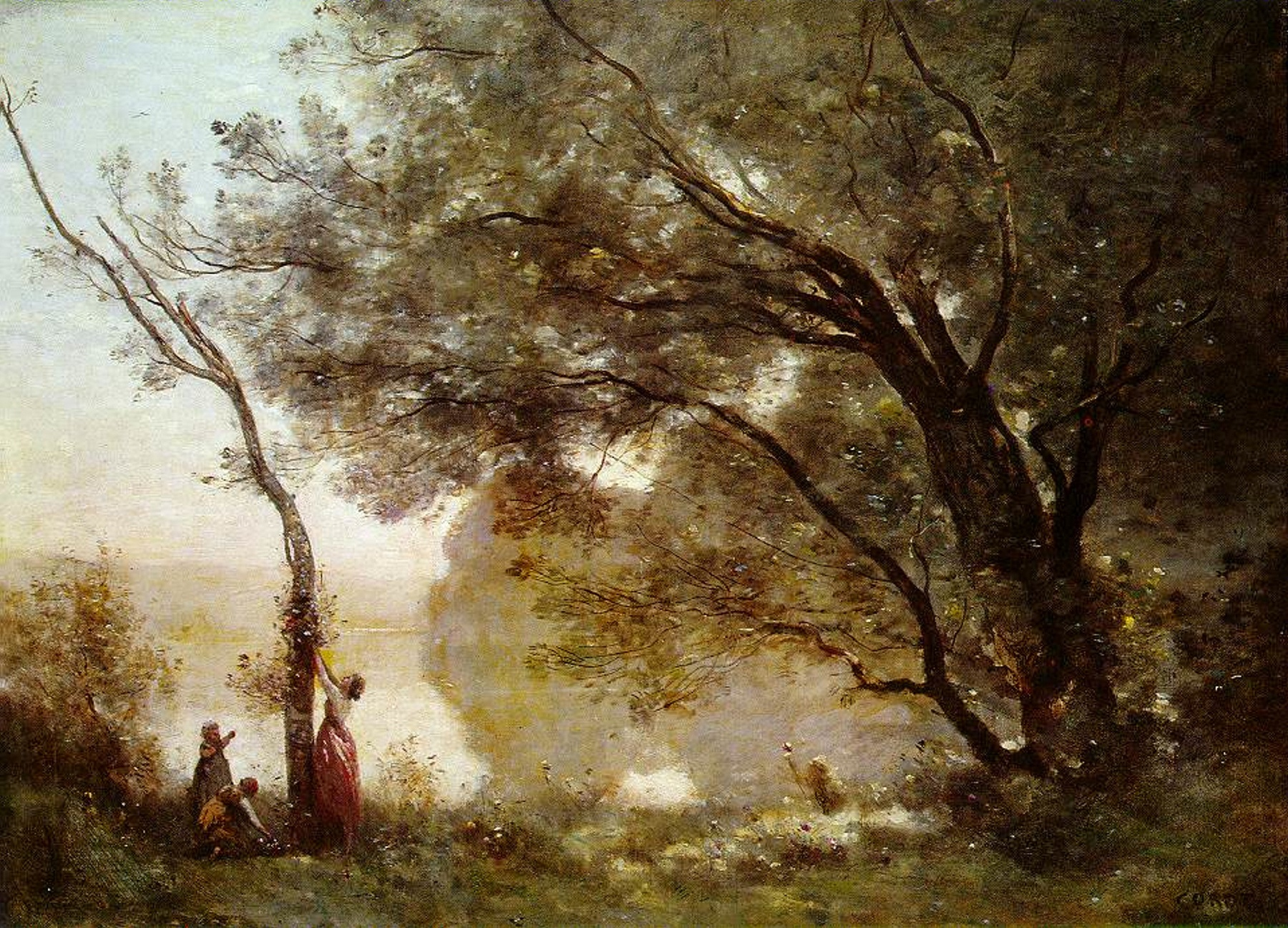
Amintire din Mortefontaine - de Camille Corot (1864)

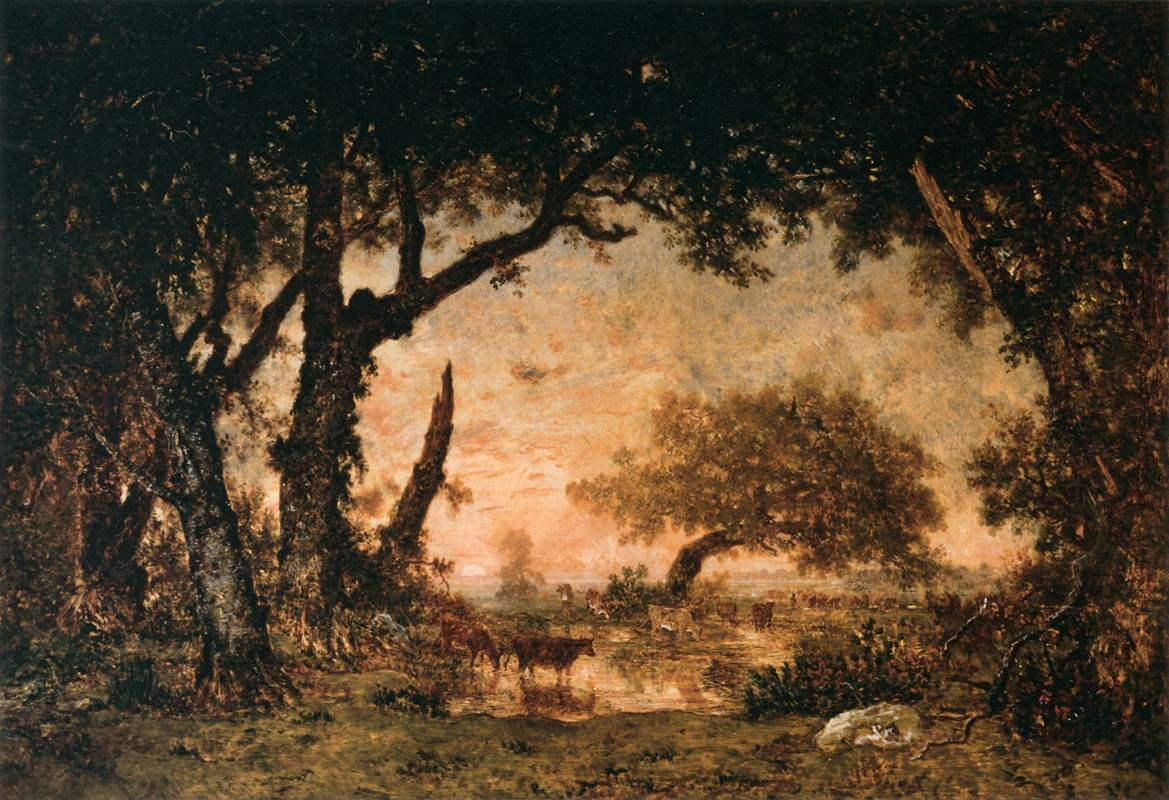
Luminiș în pădurea Fontainebleau - de Théodore Rousseau (~ 1850)

După cum se cunoaște, nu se știe ca în istoria artei să existe un stil posesor al unei concetrații pure. La Barbizon se poate vorbi doar de o temă comună și anume - peisajul. În toata istoria picturii franceze de până atunci, artiștii s-au confruntat cu o tradiție a peisajului de tip istoric, fapt care le-a îngreunat într-un mod radical procesul de înfăptuire a autonomiei în acest gen al artei. Privind la evoluția artistică a lui Nicolae Grigorescu, acesta a avut de înfruntat și trecerea de la arta arhaică de tip bizantin, cu percepte schematice și conservatoare, la una modernă care să pună în prim-plan realismul privirii. Pitorescul satului Barbizon, care avea vedere spre pădurea maiestuoasă de la Fontainebleau precum și spre câmpie, putea oferi elementele picturale necesare: bălțile și copacii falnici, luminișurile și stâncile masive. Această realitate bucolică a declanșat resortul lăuntric ce vibra în armonie perfectă cu natura poetică a țării sale. Într-un asemenea mediu natural și alături de maeștrii ai expresiei directe și libere, pictorul român s-a metamorfozat într-un artist singuratic ce a fost cucerit de spectacolul mereu schimbător al naturii.
Unul dintre criticii cei mai avizați, George Oprescu, l-a definit pe Grigorescu ca fiind pe un artist vizual, în opoziție cu cei imaginativi. Catalogarea aceasta de vizual, se constituie în opinia istoricului, ca fiind cea mai importantă trăsătură a acestui observator sensibil și atent la nuanțele infinite ale universului.
„De câte ori nu mă găsea răsăritul soarelui în câmp, cu paleta în mână, și de câte ori nu mă apuca asfințitul, lucrând încă seara sub umbra bătrânilor fagi din pădure... Natura de acolo, pădurea, stejarii, stâncile îi atrăseseră pe Rousseau, Millet, Diaz, Daubigny. Îi întâlneam lucrând, îi vedeam la hanul Ganne. La Barbizon am petrecut mai mulți ani... Plecam cu sacul în spate și mă gândeam pe loc... Dar unde puteai dovedi să te apropii de tot ce vedeai? Ar fi trebuit ca ziua să fie ani... Te apropiai de una și dădeai de alta... Când o țineai mai lung, te pomeneai cu altceva. Lumina îți juca farse; nu știai cum să te grăbești!... Rousseau și Millet erau de zece ani acolo...”
-- Barbu Brezianu: Grigorescu, Editura Tineretului, București, 1959, pag. 74

Nicolae Grigorescu - Influențe datorate pictorului Théodore Rousseau
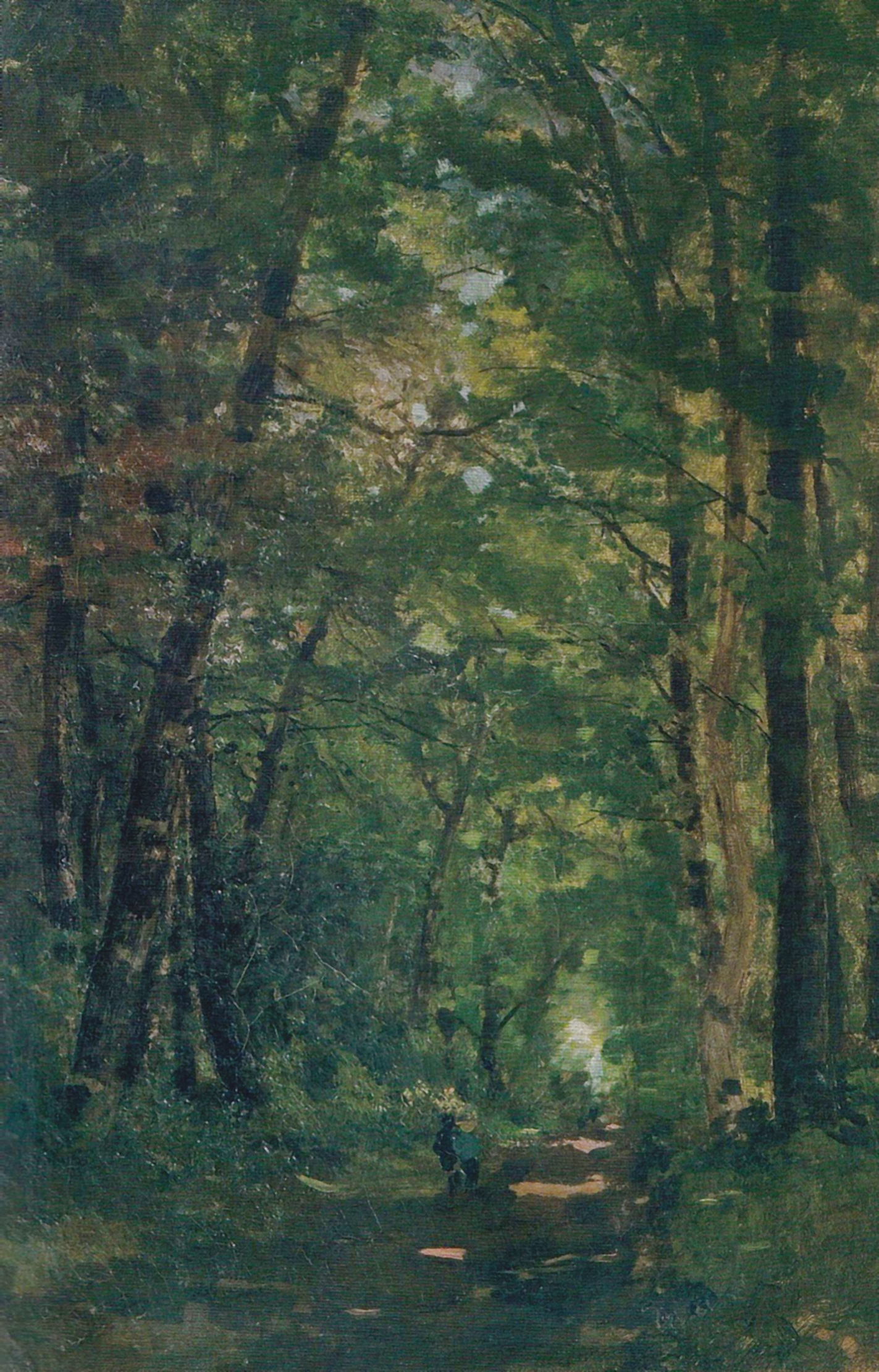
În pădure - (1862-1864)
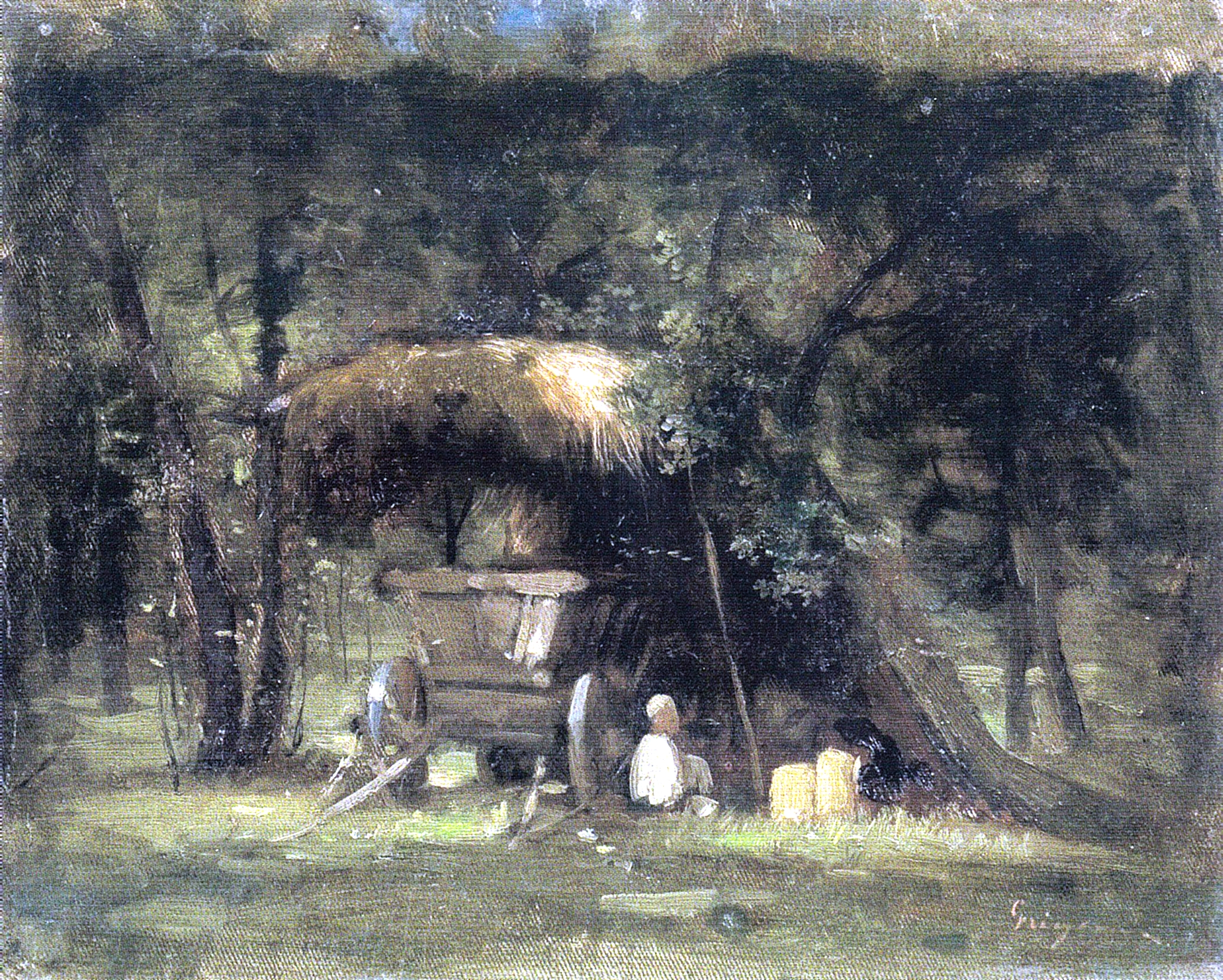
Căruță sub umbrar în pădure - (1863-1866)
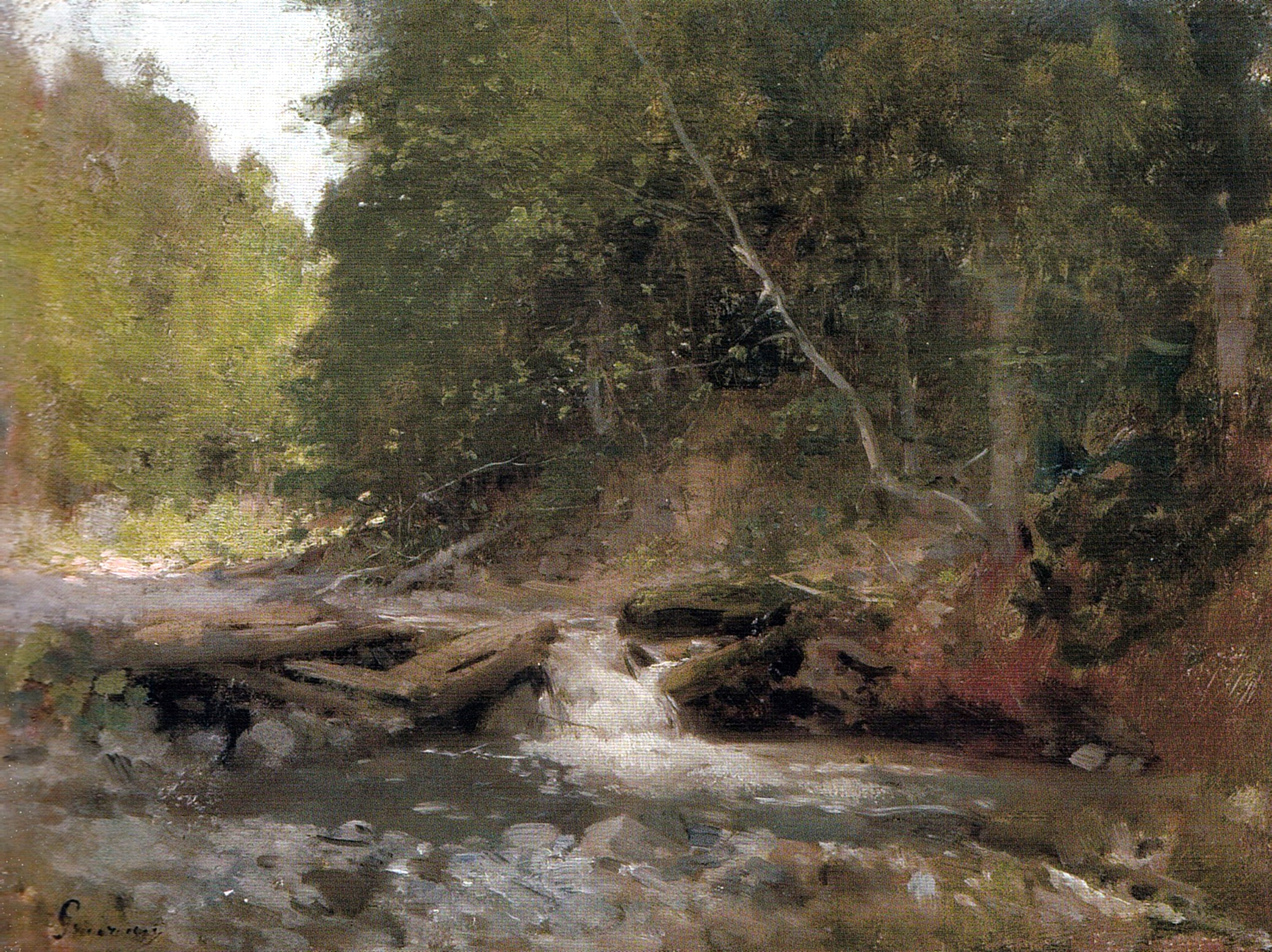
Peisaj - (1866-1869)
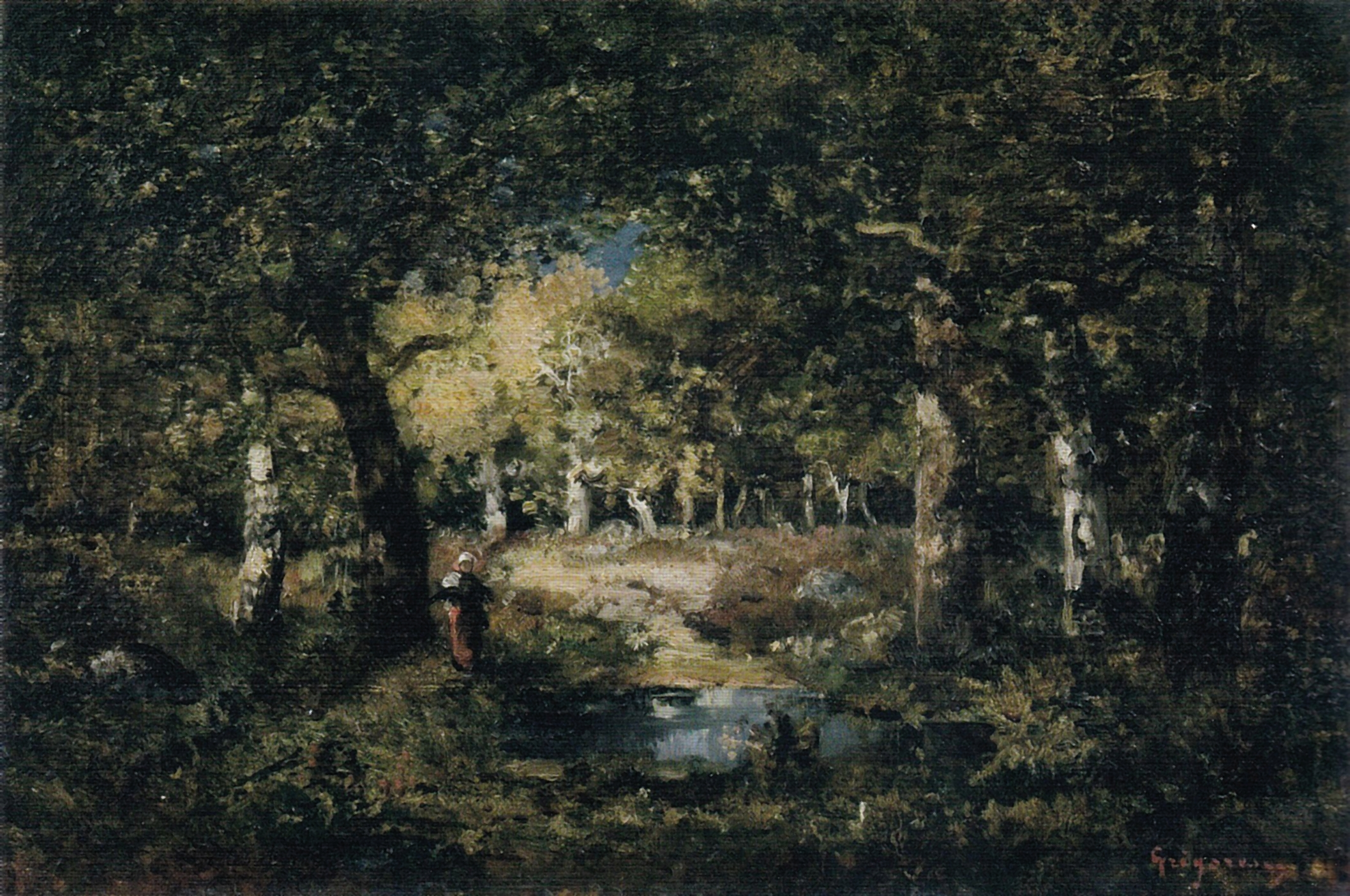
Luminiș - (1862-1864)

Măestria unor Corbet, Corot sau Millet, nesiguranța propriilor începuturi, ezitările, au prefigurat un curs firesc al perioadei petrecute de Grigorescu la Barbizon, finalul ei fiind desăvârșit prin creații originale ce au un mare impact pictural. Drumul pe care pictorul român l-a parcurs, a fost unul anevoios, pornind de la desenul, Peisaj din Saint-Denis - (1861), făcut lui Constantin I. Stăncescu la venirea sa la Paris, până la studiile de peisaje cu turme de oi înnecate în tonuri brune și până la cele cu peisaje cu căpițe. Remarcabila este lucrarea intitulată Luminiș, pictură în care se vede pregnant maniera lui Rousseau. Grigorescu a tatonat și a experimentat continuu pentru a obține o expresie personală ca trăsătură specifică lui și nu a altora. În mod evident, compozițiile de sous-bois, reprezintă adevărate catedrale ale naturii. Ele au fost construite folosind o șarpantă de trunchiuri împletite de copaci care par că strivesc prezența umană. Edificatoare sunt lucrările intitulate În pădure, Căruță sub umbrar în pădure, Peisaj.

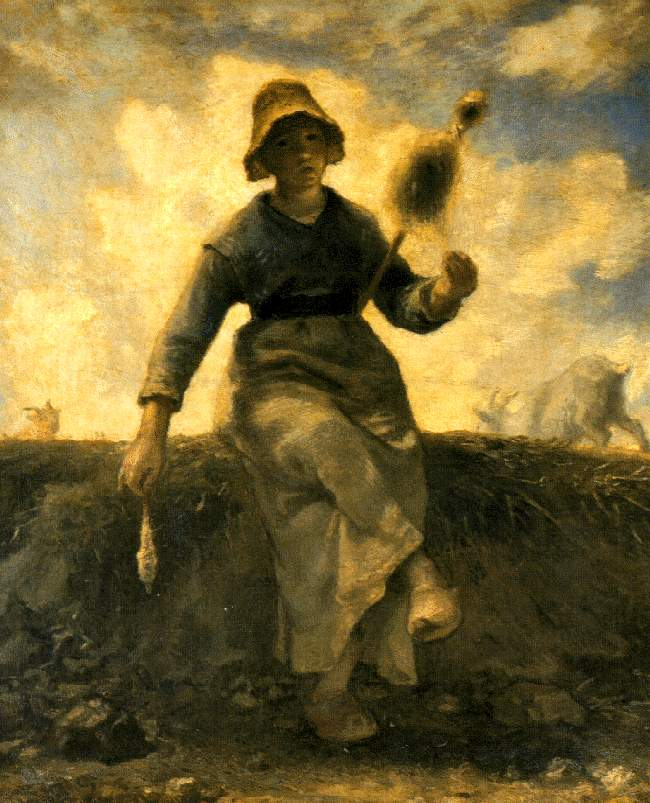
Femeie torcând - de Jean-François Millet

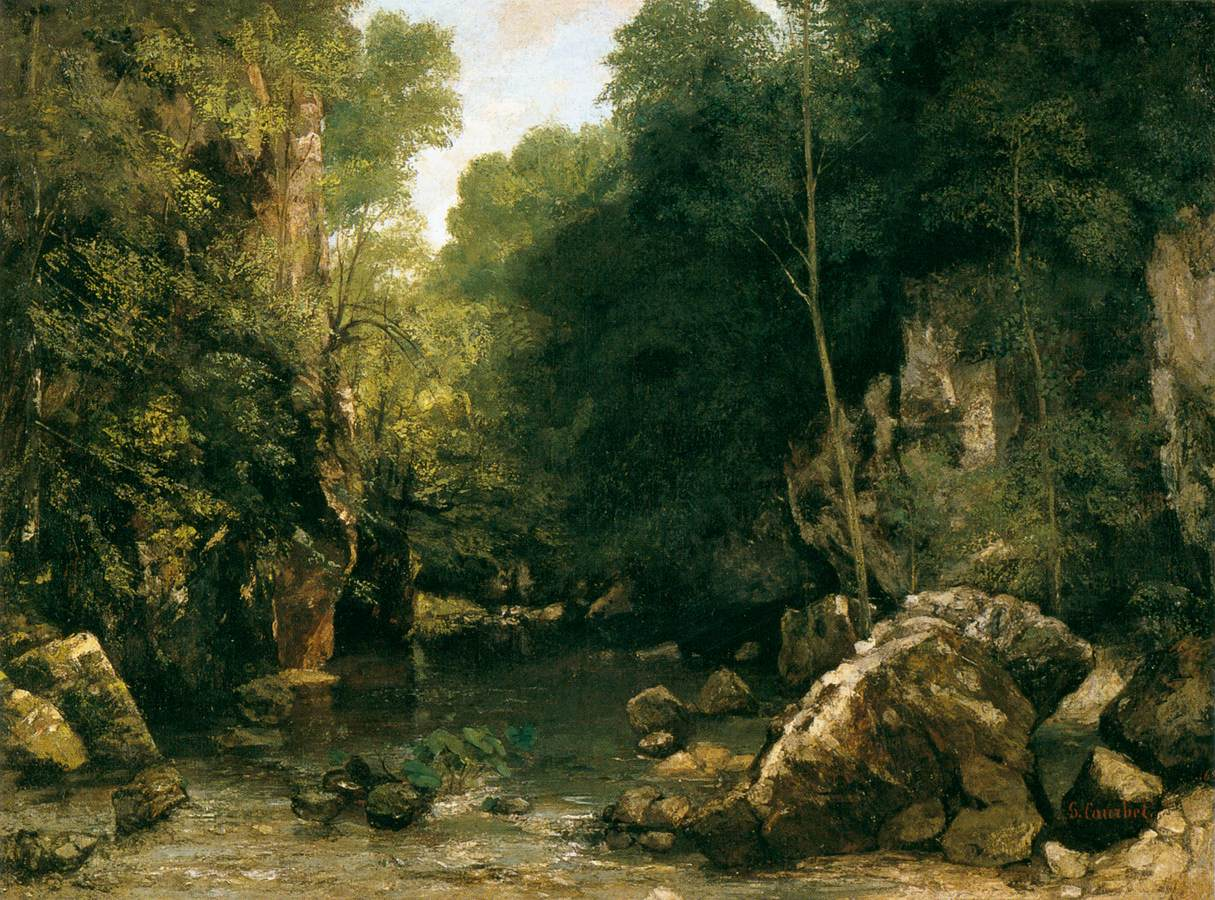
Râu umbrit - de Gustave Courbet (1864)

Nicolae Grigorescu era obișnuit cu viața la țară și de aceea el s-a simțit foarte atras de universul rustic al lui Millet, ca și de modul lui de a concepe personajele. Este natural că Grigorescu nu s-a putut desprinde ușor de influența lui Millet, Corot sau Courbet. După cum se știe din propriile sale relatări de mai târziu, artistul român se afla într-o relație puternică cu Millet, atât din punct de vedere uman cât și artistic. Se poate compara operele celor doi și se constată cu ușurință că tematica aleasă cu subiecte ce se inspiră din legătura omului cu natura, ca și concepția picturală brută, fără artificii, adecvată motivului cu o factură echilibrată, le apropie mai mult decât să le despartă.
„De câteva ori Millet m-a văzut lucrând în pădure. Într-o zi, când pictam absorbit de ceea ce făceam, el s-a apropiat de mine și, examinând tabloul, se opri o clipă înduioșat și, bătându-mă pe umăr mi-a spus: - C'est bien, mon gars”.
-- Barbu Brezianu: Grigorescu, Editura Tineretului, București, 1959, pag. 76
Nicolae Grigorescu a trecut prin propriul filtru epopeea țăranului francez ce apare în lucrările lui Millet, creând o operă originală în care înfățișează în cheie proprie viața țăranului român. Influența lui Millet se poate vedea în folosirea compoziției în contre-jour și în modul de reprezentare a personajelor pe întinsul nemărginit al câmpiei, profilate pe fundalul cerului. Mai pregnant, influența transpare în modul direct și simplu de atacare fără a folosi artificii, a pânzei, fapt care produce la final o expresie sinceră și picturală a motivului tratat (vezi picturile Țăran la câmp și Cioban francez).

Nicolae Grigorescu - Influențe datorate pictorilor Jean-François Millet (1) și Gustave Courbet (2)
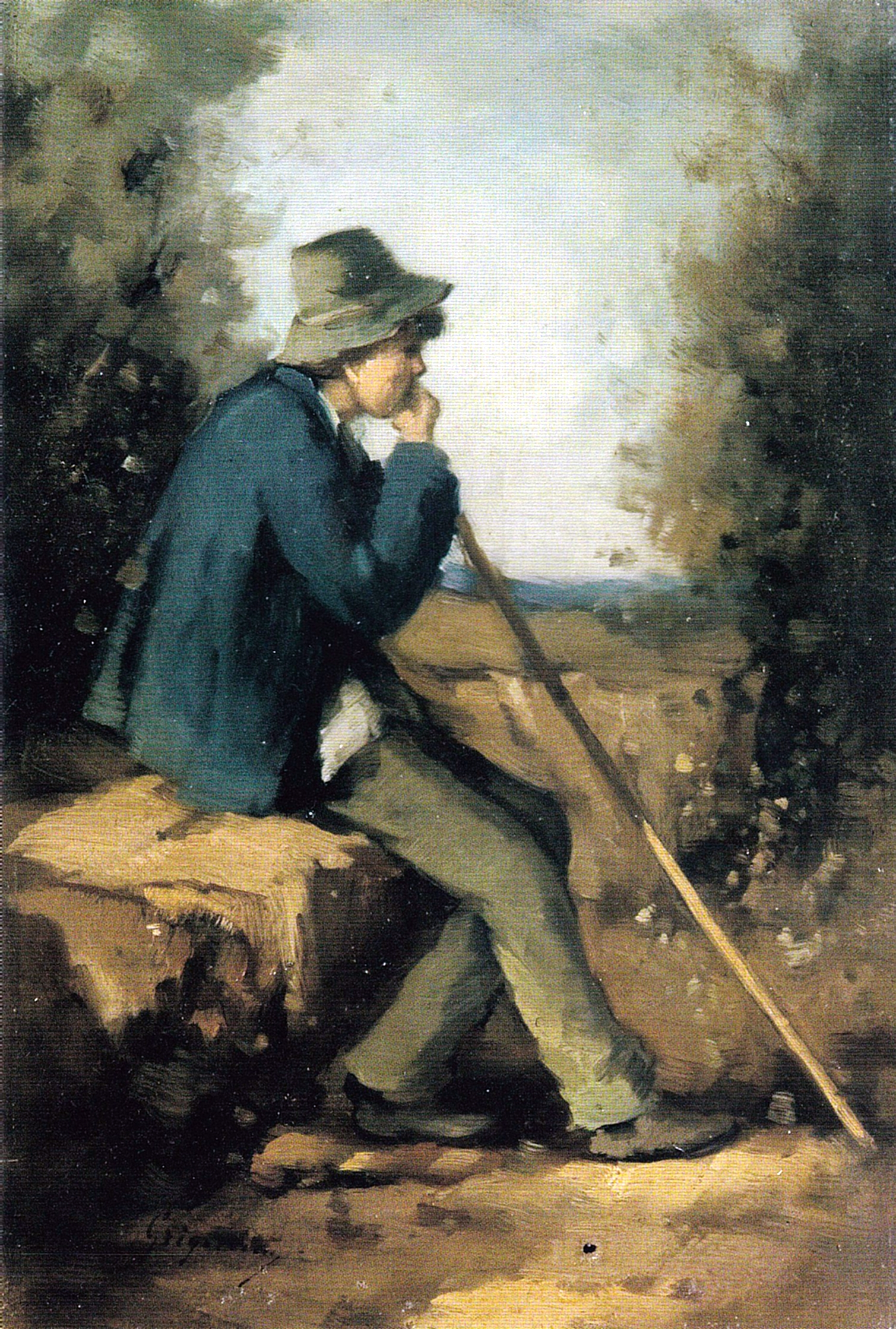
(1) Cioban francez
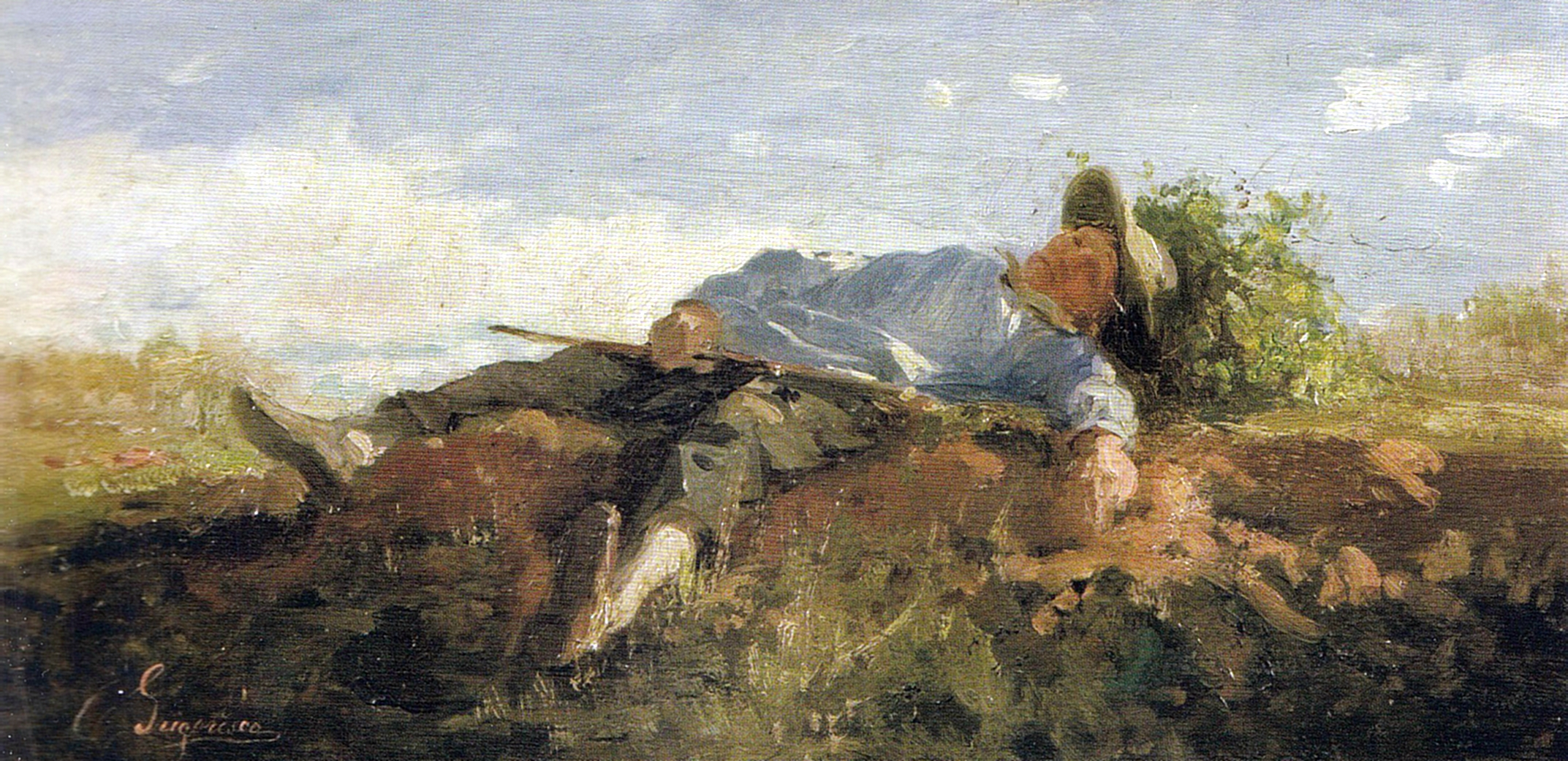
(2) Țăran francez culcat pe câmp
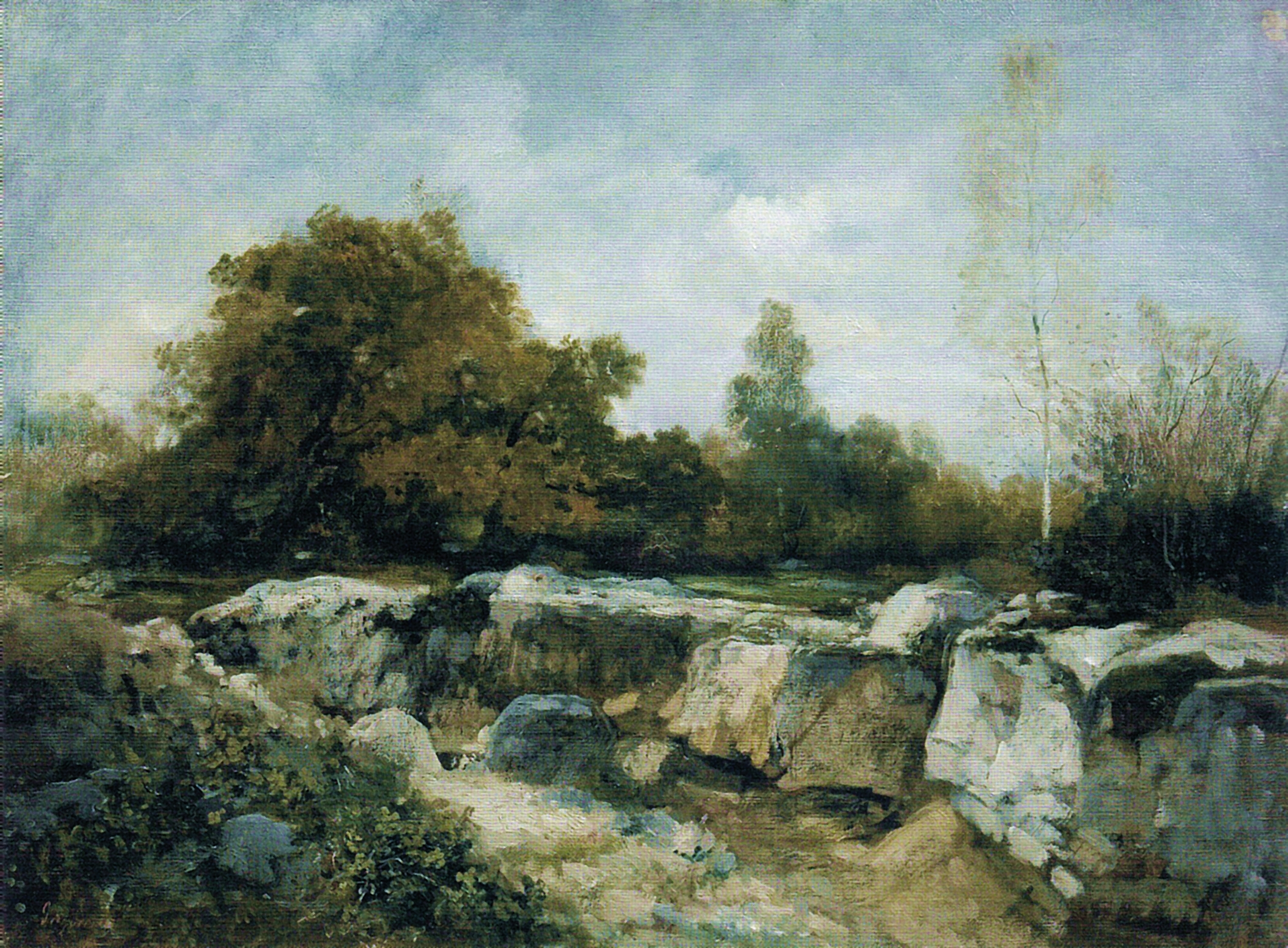
(2) Peisaj cu stânci la Fontainebleau
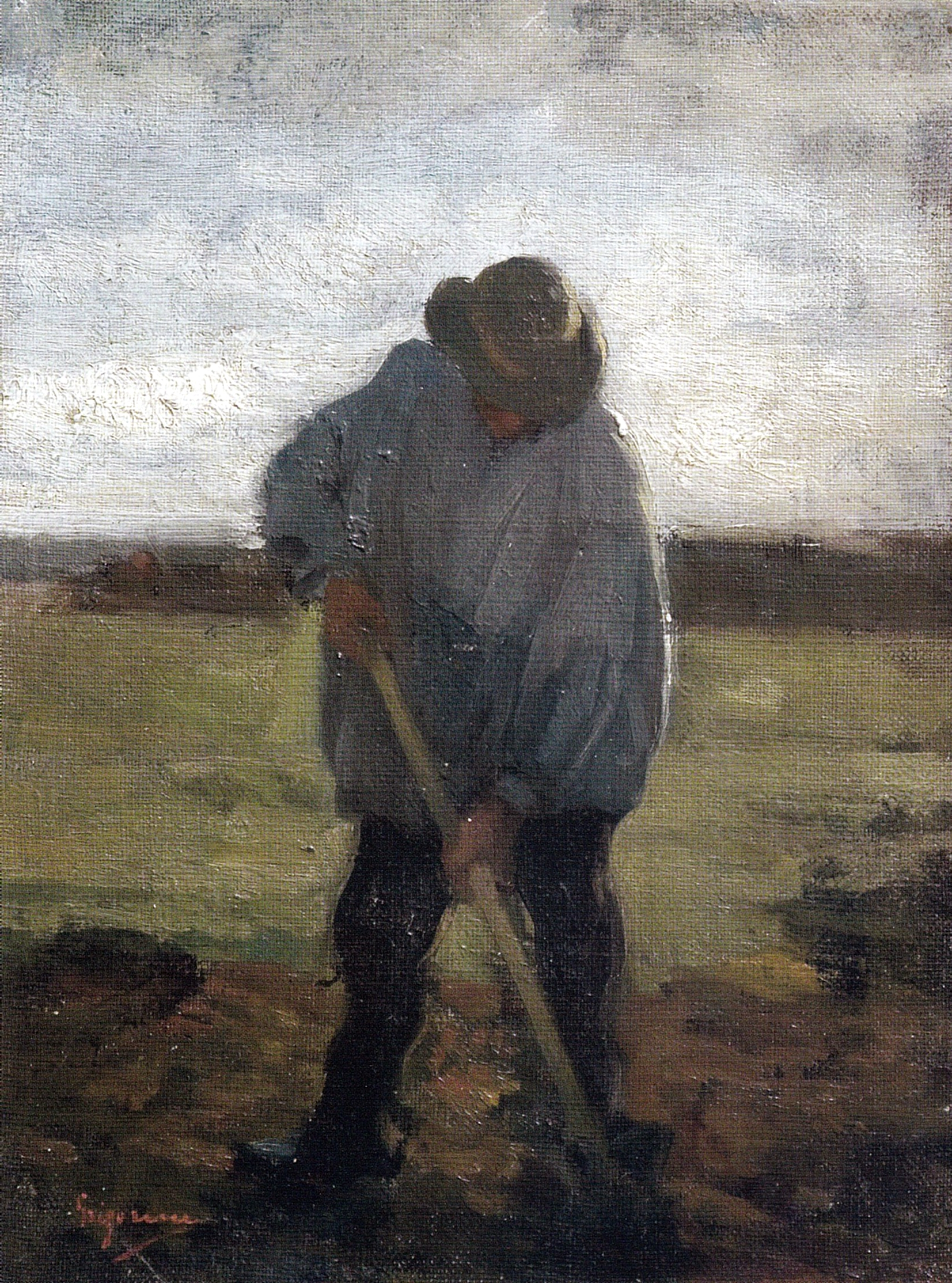
(1) Țăran la câmp

Gustave Courbet a fost cel de al treilea model al pictorului român. De la el a preluat modul de a-și caligrafia semnătura, adesea cu roșu într-un colț al tabloului. Courbet a fost un promotor al realismului care s-a specializat în realizarea de peisaje. El avea o abordare tehnică personală prin care obținea ca rezultat o consistență picturală de excepție și a lucrat în perioada 1862-1869 la Flagey sau lângă Ornans la Puits Noir (1865) - vezi lucrarea Stejarul lui Vercingetorix (1864). Grigorescu a realizat pânze precum Țăran francez culcat pe câmp, picturi care amintesc de atmosfera secolului al XVIII-lea. A executat și lucrări ca Peisaj cu stânci la Fontainebleau în care a folosit o pastă consistentă cu o cromatică pământoasă. A excelat înfățișând diferite soiuri de copaci de la stejari la mesteceni și fagi și a figurat aglomerările de pietre și stânci masive alături de ape limpezi ce curg lin pe prundișul păraielor.

Nicolae Grigorescu - Influențe datorate pictorului Camille Corot
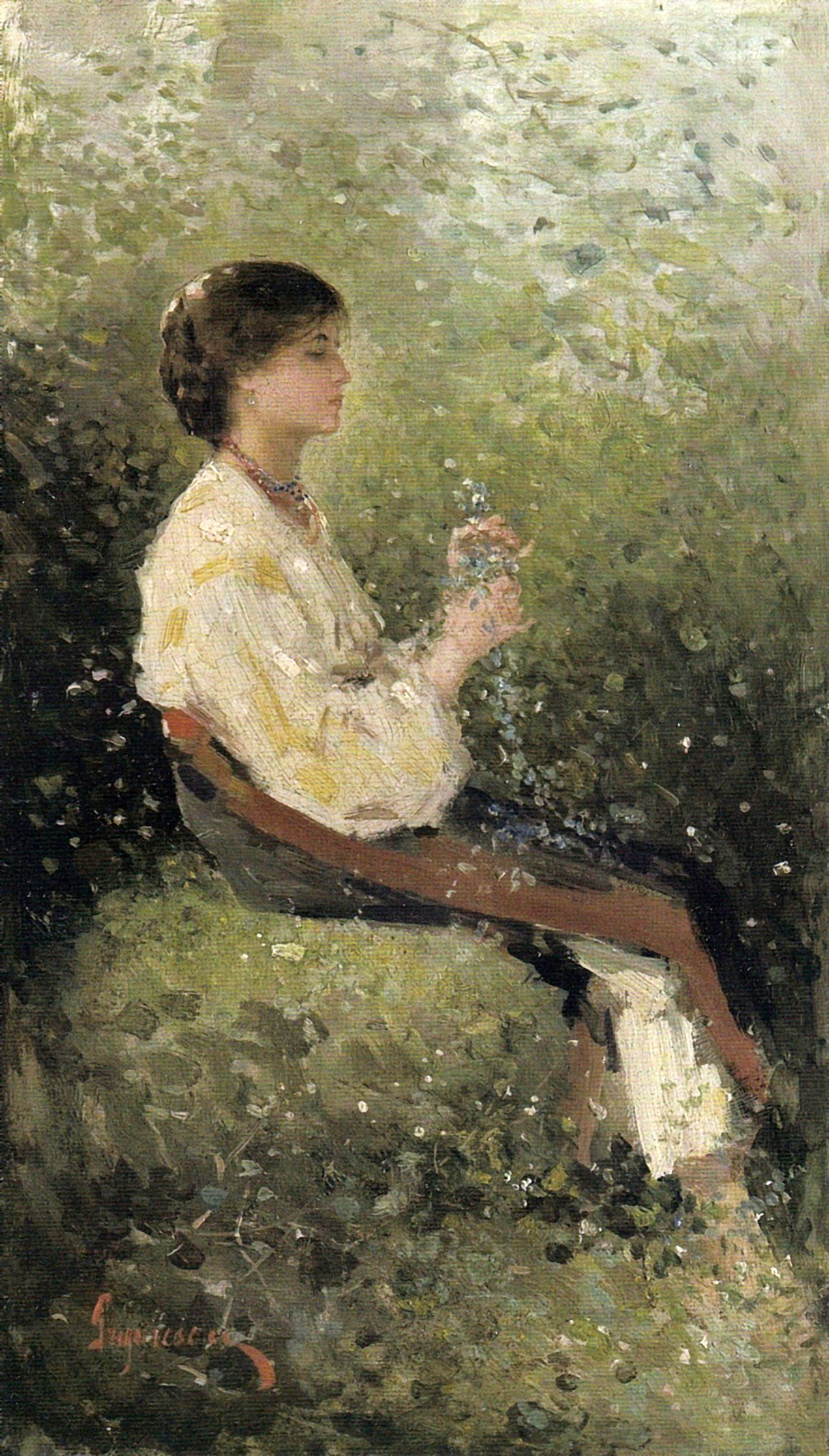
Rodica
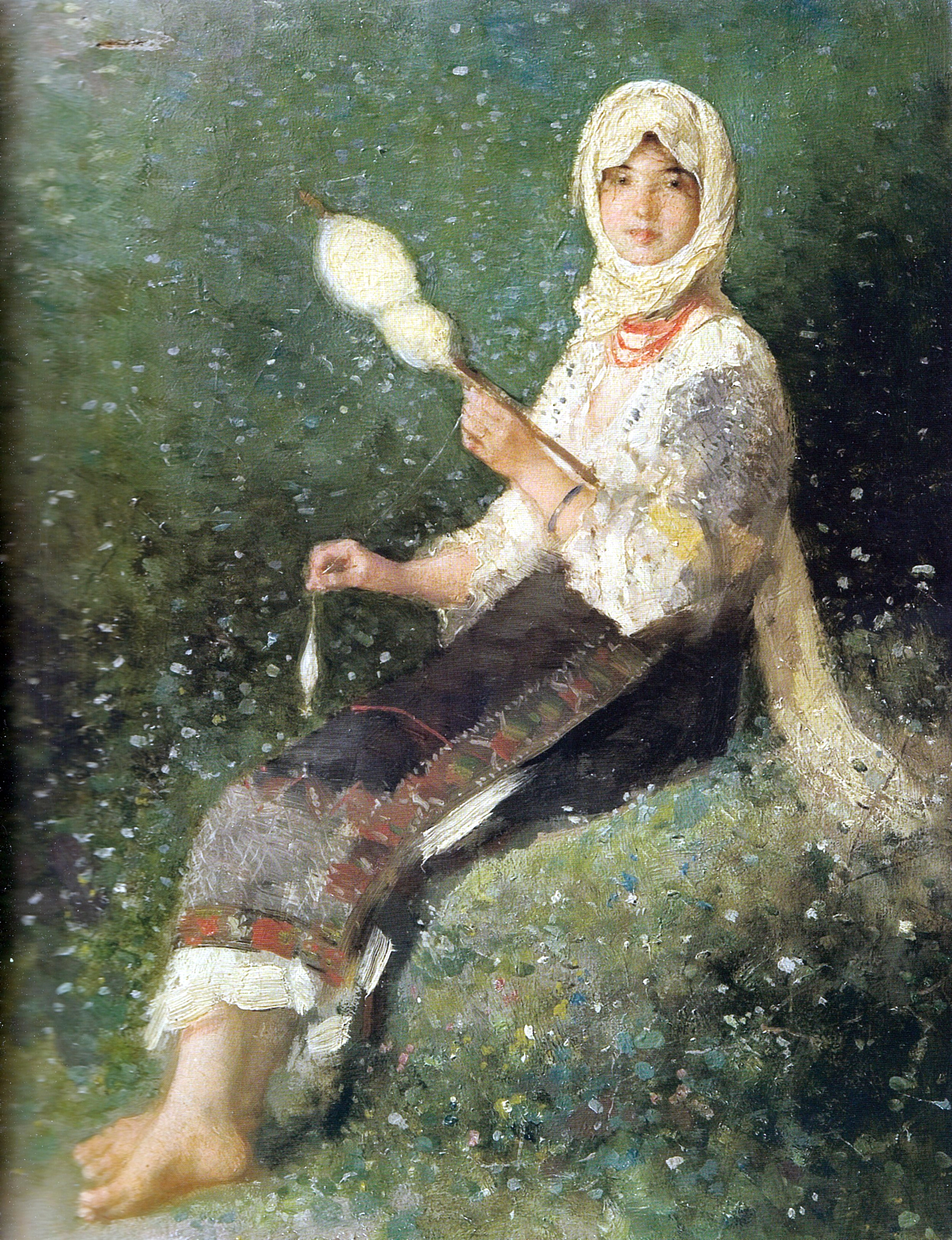
Țărancă torcând
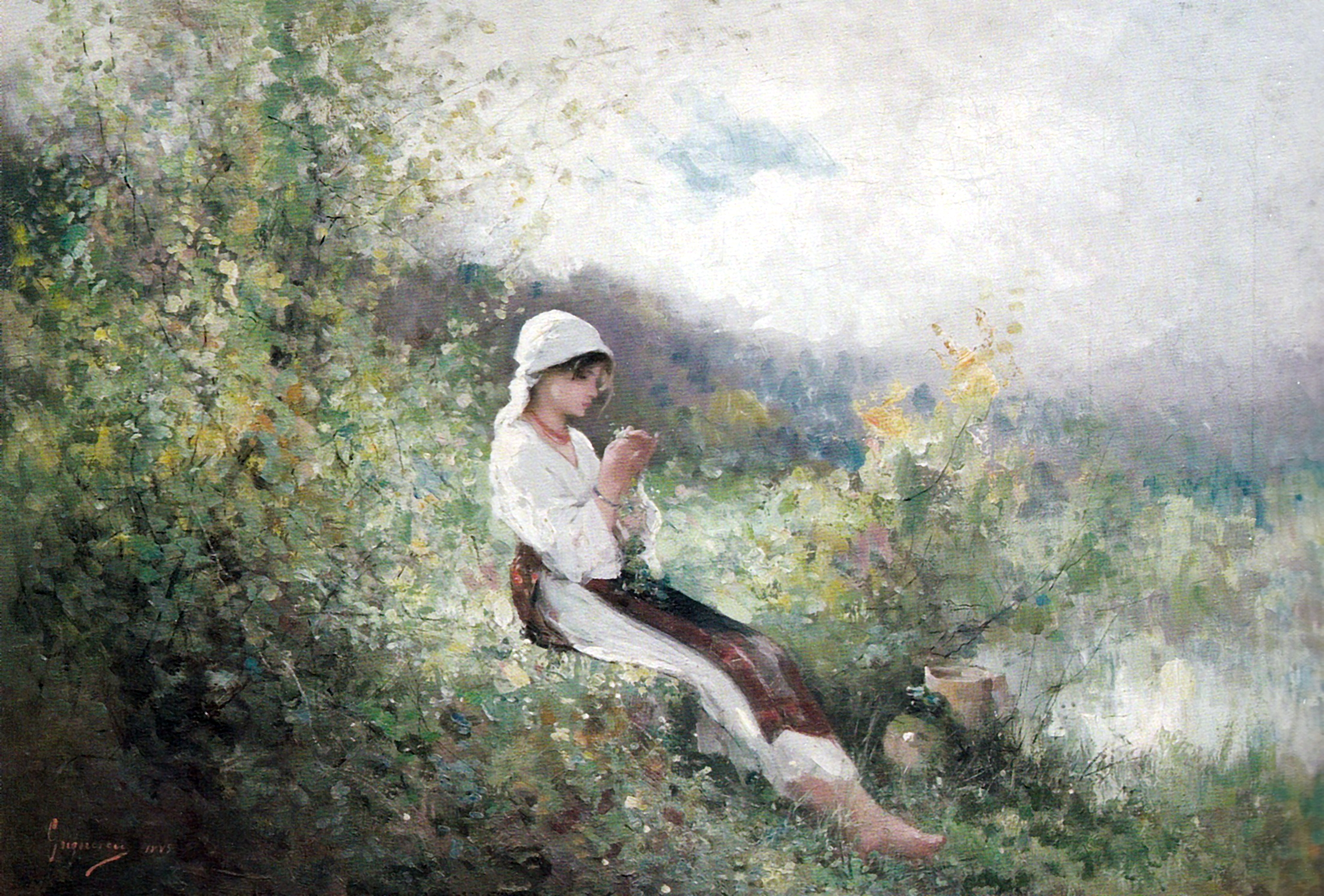
Țărancă în iarbă
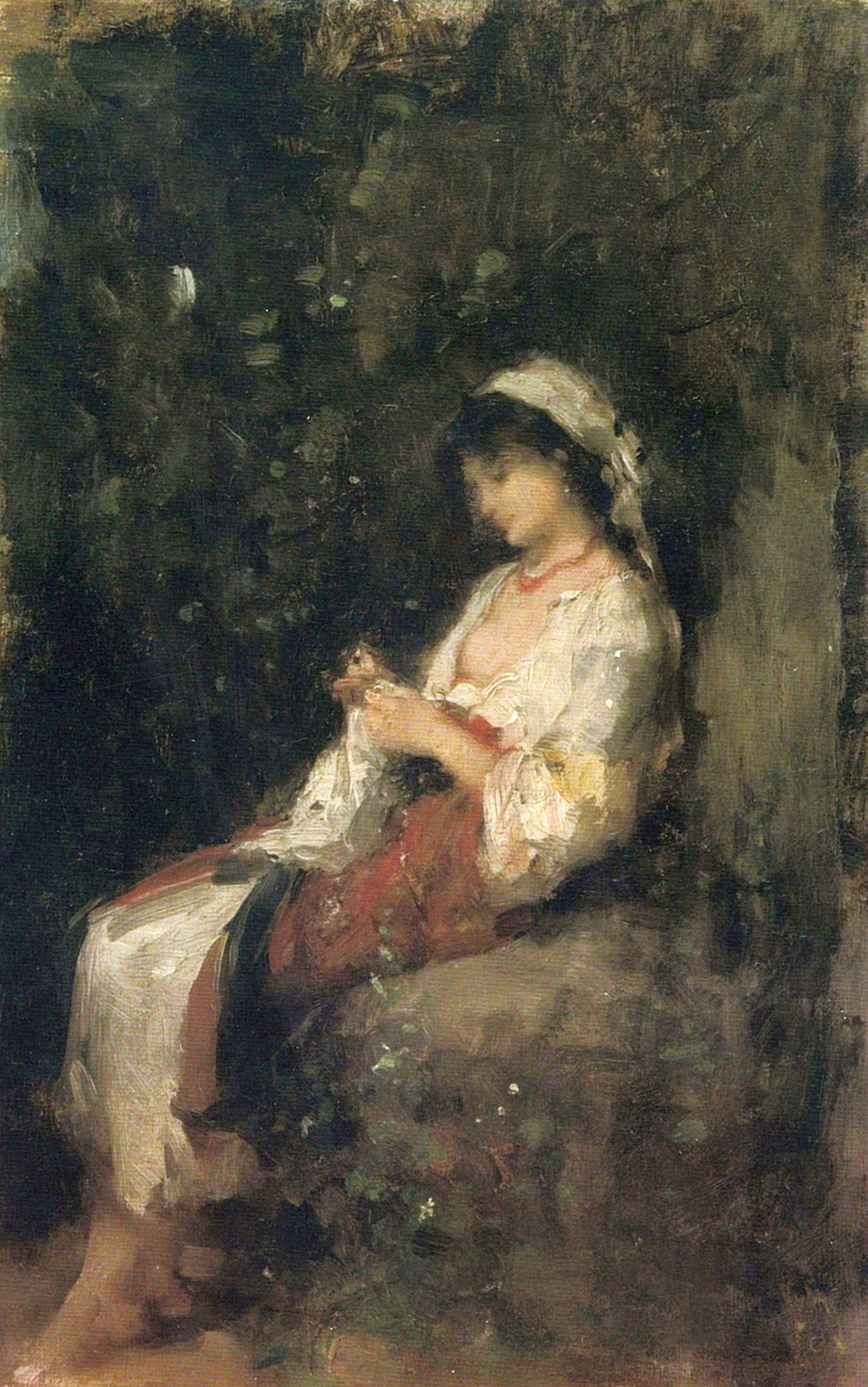
În așteptare

Pe Camille Corot, Grigorescu l-a apreciat într-un mod deosebit, deoarece și-a însușit tehnica acestuia. Prin curiozitate și experiment el a adoptat printr-o interpretare personală fluidul pictural al maestrului francez. El a recurs adesea la puzderia de pete mici de funigei care animă peisajul, dându-i o vibrație aparte, vezi picturile intitulate Rodica, Țărancă torcând, Țărancă în iarbă, În așteptare și Țărancă culcată în iarbă. De multe ori în compoziție a integrat silueta unei țărănci care toarce din caier sau își așteaptă în liniște iubitul. Apropieri de opera lui Corot pot fi văzute și în tematica războiului la care a participat în anul 1877. Grigorescu a tratat scenele de campanie prin transcripții fugare care urmează îndeaproape celebrele clichés verre realizate de maestrul francez. În grafică, asemeni maestrului, a căutat efectele rembrandtiene și a explorat resursele plastice ale cărbunelui, pe care l-a tratat cu trebentină pentru a potența picturalitatea. Grigorescu a fost un inovator asemenea lui Corot prin folosirea acestui procedeu tehnic. El punea mai întâi un strat de laviu de tuș subțire, după care revenea cu cărbune diluat, în conté și accente albe de cretă. De cele mai multe ori folosea ca suport hârtia care avea culoarea gri sau albastră, fapt care ducea implicit la o mai mare catifelare a desenului.
Fără îndoială, Nicolae Grigorescu a fost fascinat de anvergura romantică dar și de realismul observației naturii. El a asimilat de la maeștrii francezi, succesiv, grație unei memorii impresionante dublată de o muncă asiduă, componenta poetică a subiectului ales. Acest lucru se datora în primul rând temperamentului ordonat pe care-l avea și mai ales a înclinației sale spre reverie. Asemenea maeștrilor de la Barbizon, Grigorescu a fost în România interpretul dealurilor și muscelelor Munteniei pe care le-a pictat dimineața, la amiază, seara, primăvara sau vara.

Nicolae Grigorescu - abilități dobândite la Barbizon ca pictor animalier
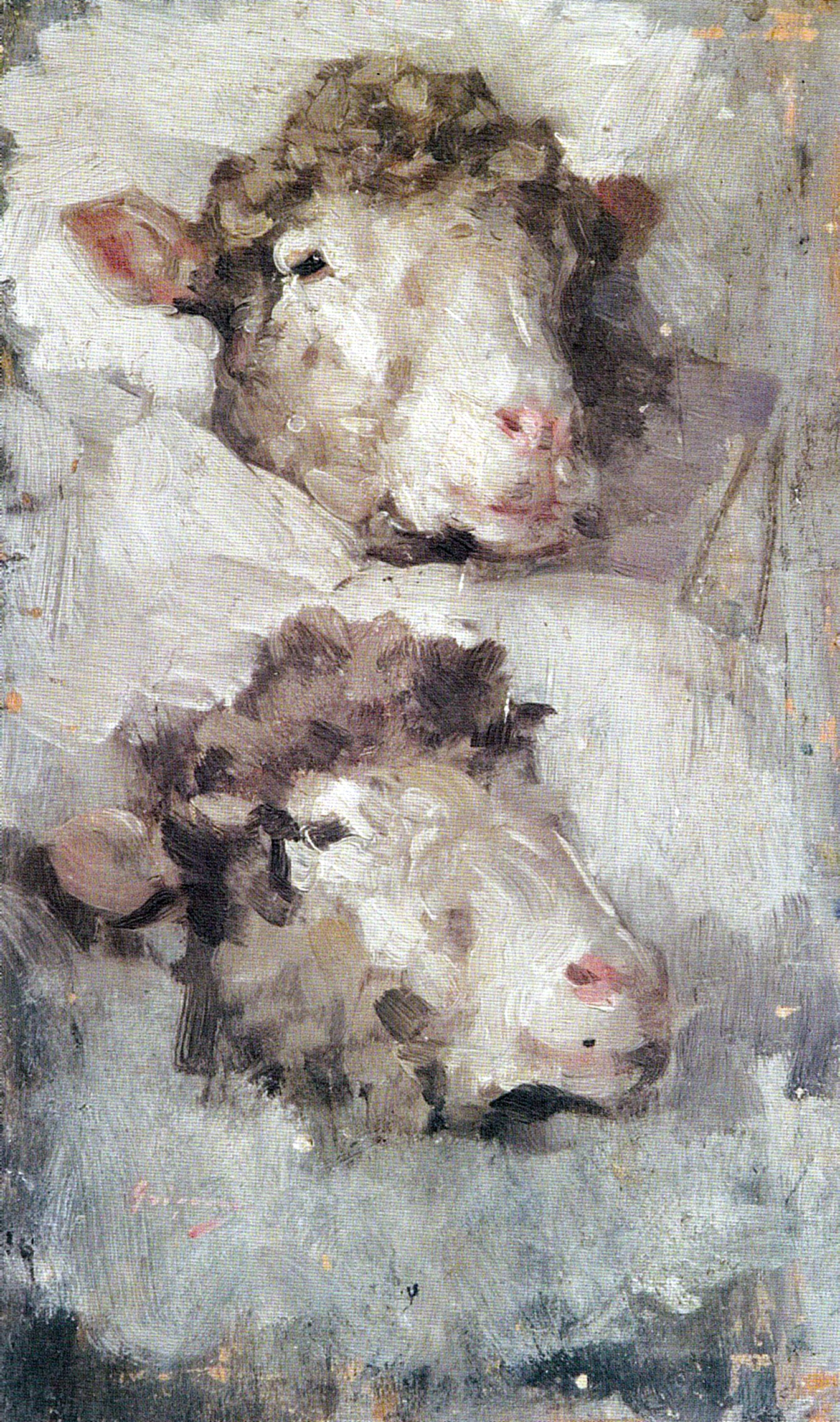
Capete de oi
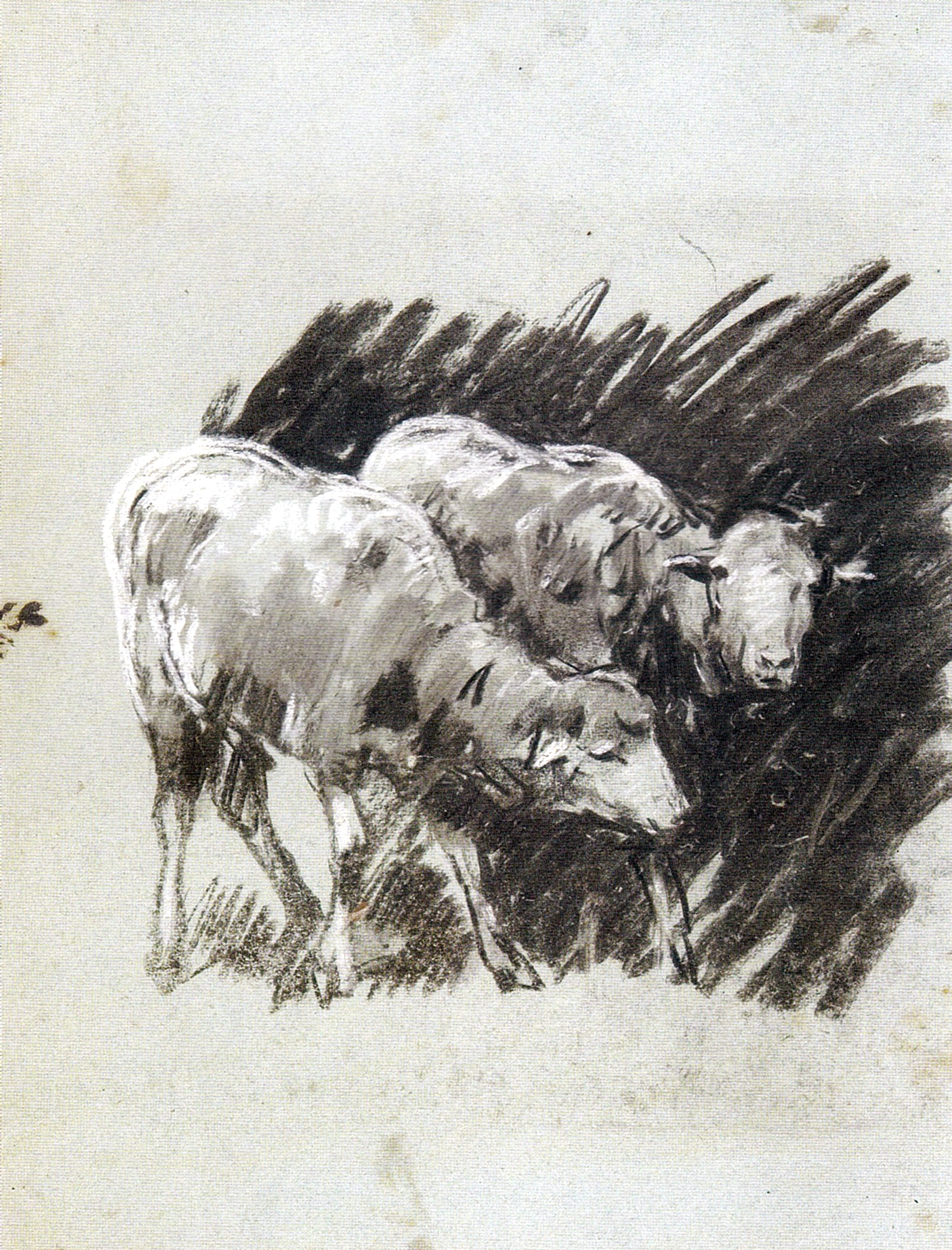
Studiu de oi
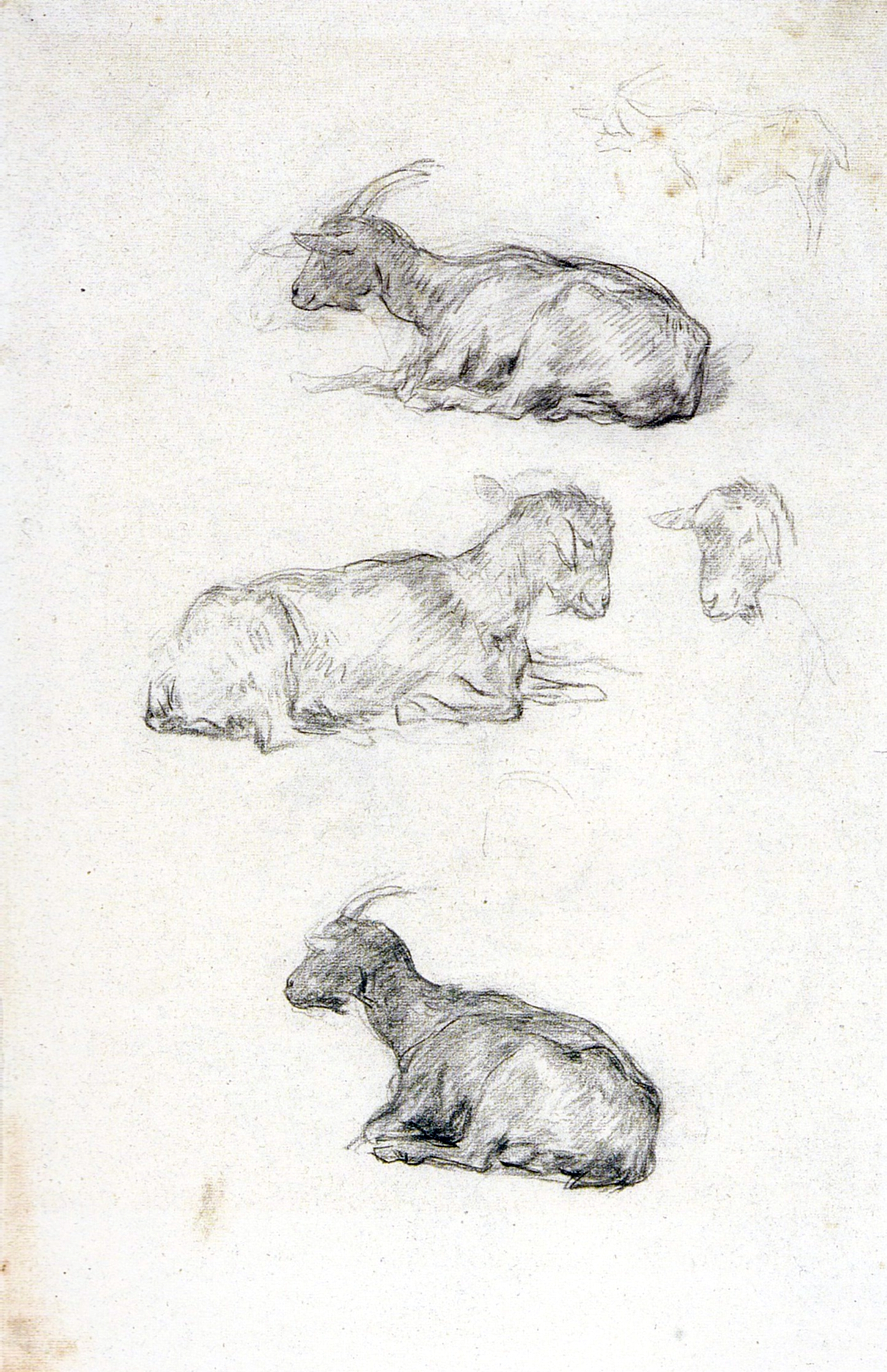
Studiu de capre
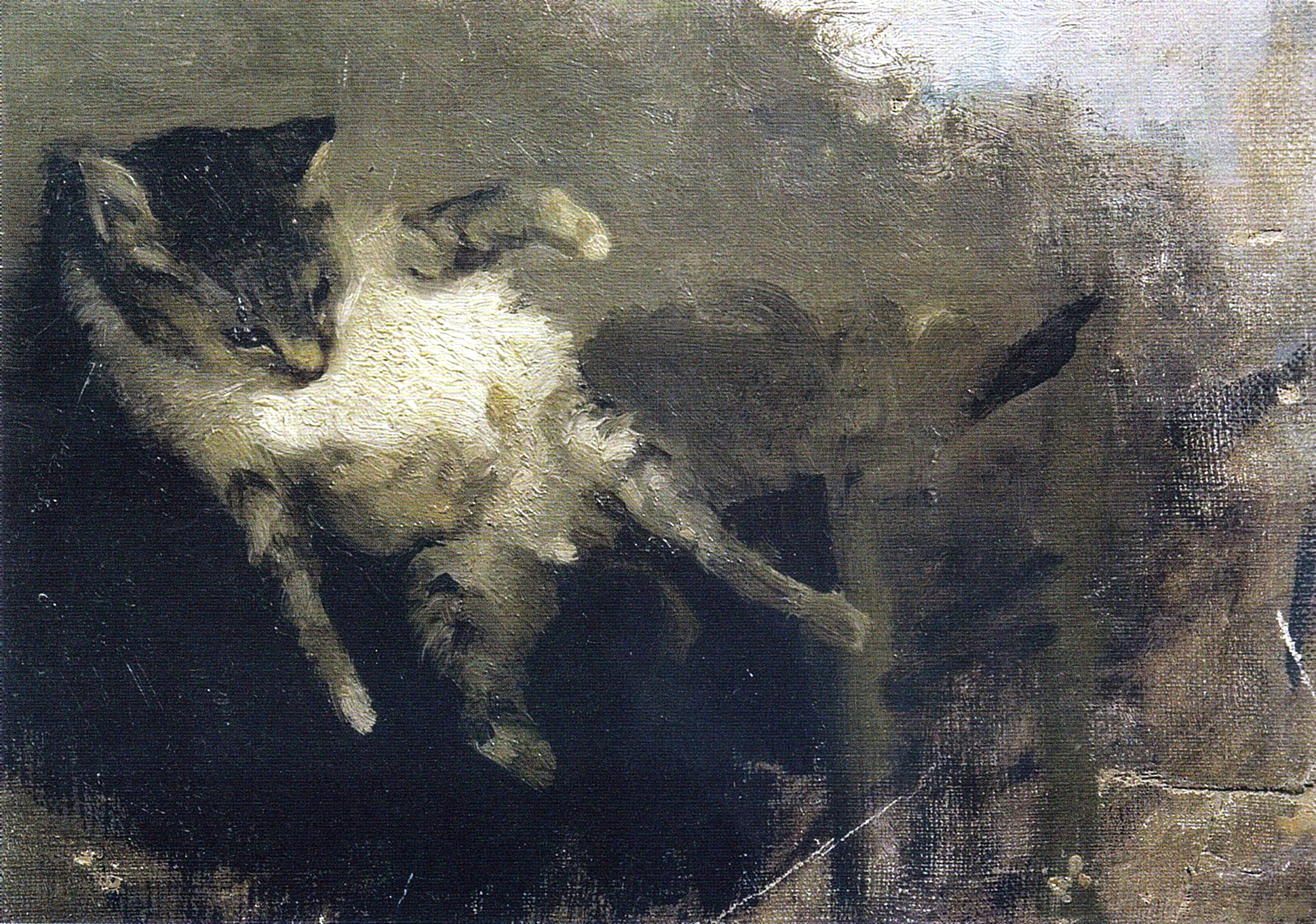
Pisica
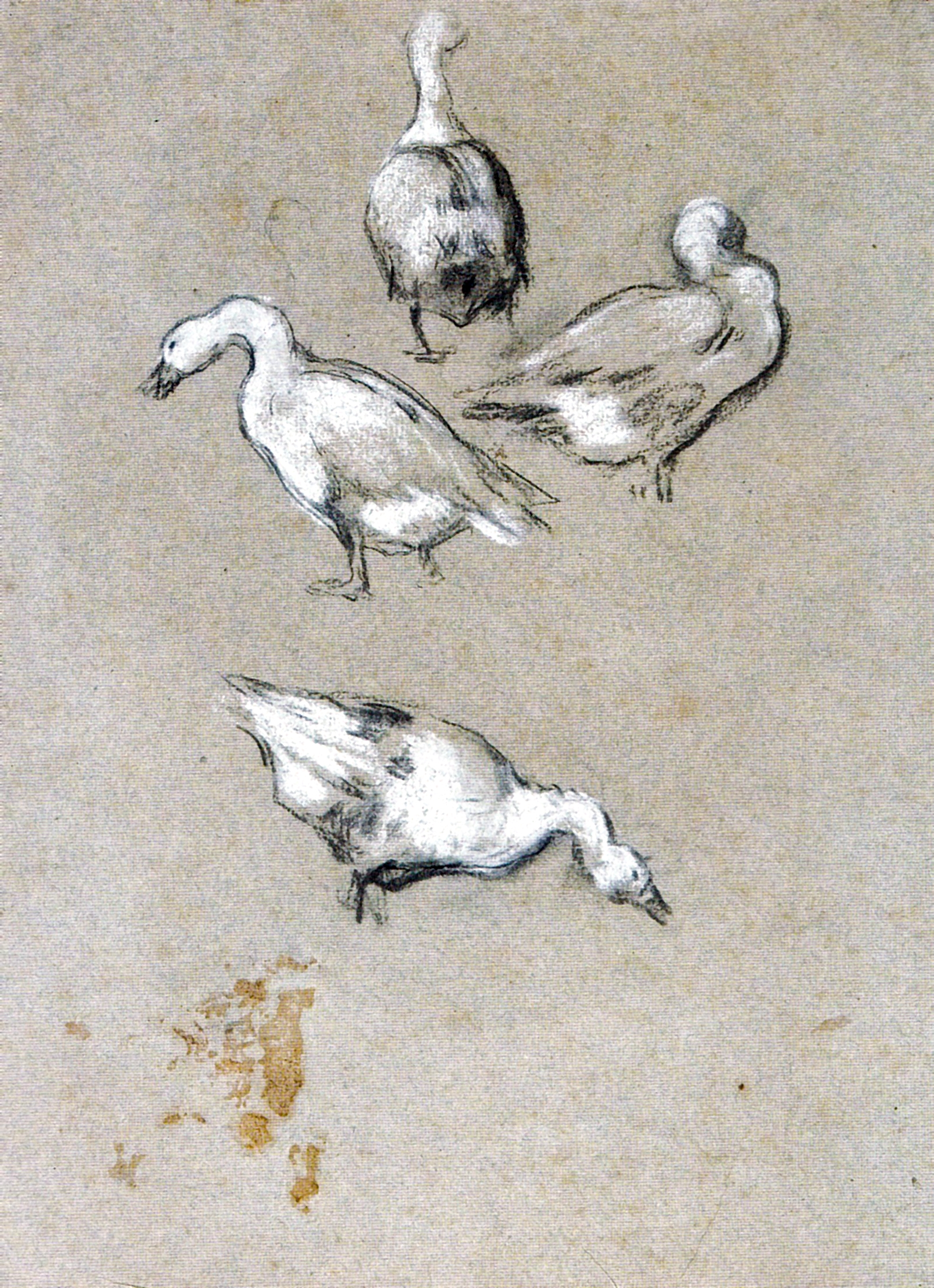
Studiu de gâște
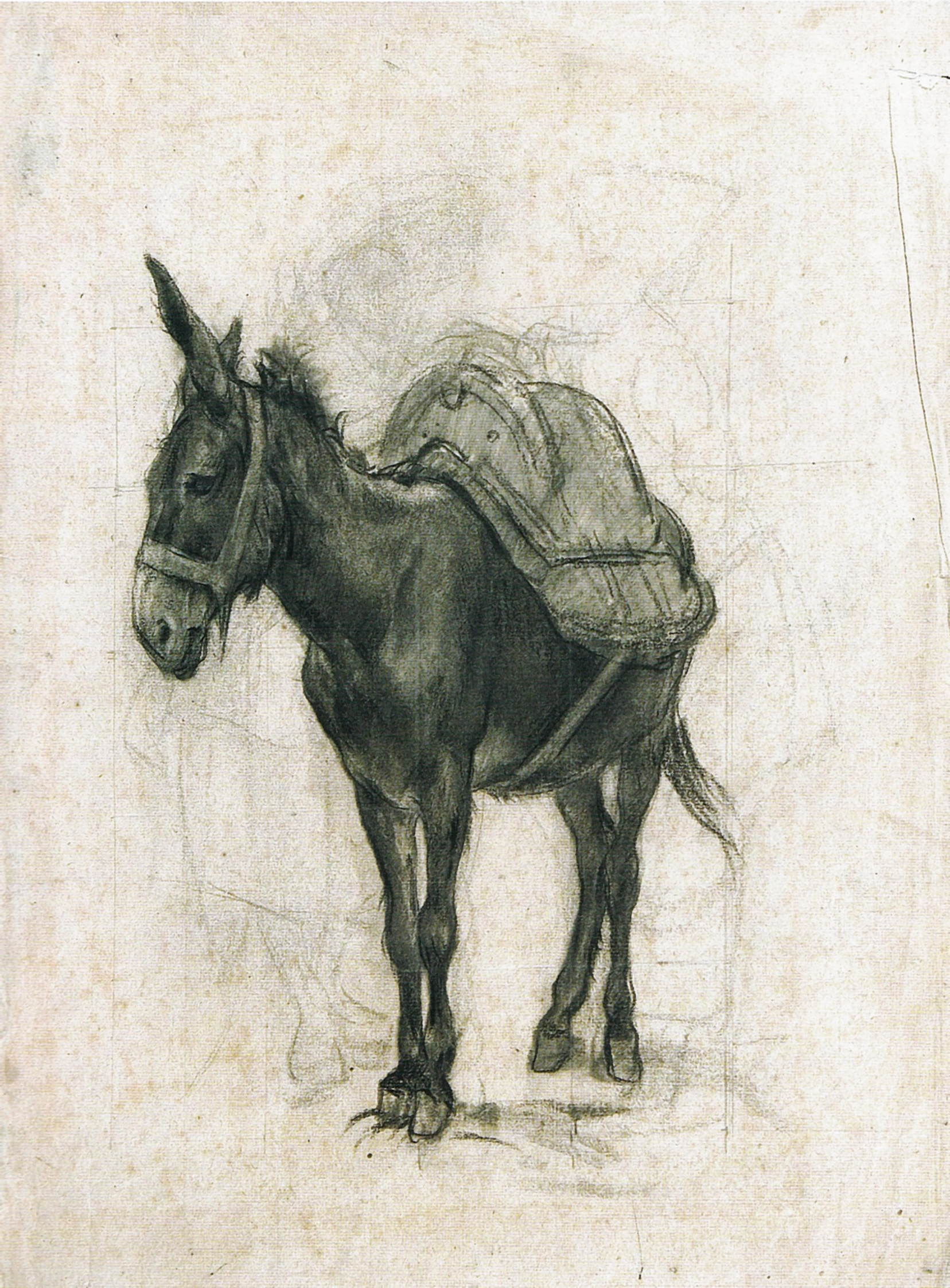
Măgar cu samar

Nicolae Grigorescu a știut să creeze compoziții împletind diferitele elemente de limbaj și s-a focalizat adesea pe colțuri de natură pline de farmec pentru a le picta. Peisajele sale sunt animate de multe ori de prezența oamenilor, în care nu o dată se recunoaște profilul de femeie din lucrarea Bătrâna cu gâștele. Tipologia personajului amintește de șarjele incisive ale lui Honoré Daumier. În această perioadă, artistul a devenit un mare pictor animalier. A creat numeroase studii după diferite animale domestice: măgari, capre, oi sau pisici. Semnificative fiind studiile  Capete de oi, Studiu de oi, Studiu de capre, Pisica, Studiu de gâște și Măgar cu samar. Totul a culminat cu lucrarea Capete de oi unde se pot vedea măestrii ale genului ce-l apropie de Van Dyck prin tonalitățile rafinate de gri și roz pe care le-a folosit.

## Opera
La Luxembourg, Nicolae Grigorescu a pictat o copie după Corot. În critica de artă se cunoaște despre această pictură, dar nu se știe astăzi pe unde se află. Tot aici, pictorul român a realizat și Intrarea în pădurea de la Fontainebleau, inspirându-se dintr-o lucrare de-a lui Theodore Rousseau. Acest tablou a trecut ulterior prin atelierul pictorului Alexandru Satmari care i-a făcut o restaurare nu tocmai fericită, în opinia criticului George Oprescu.

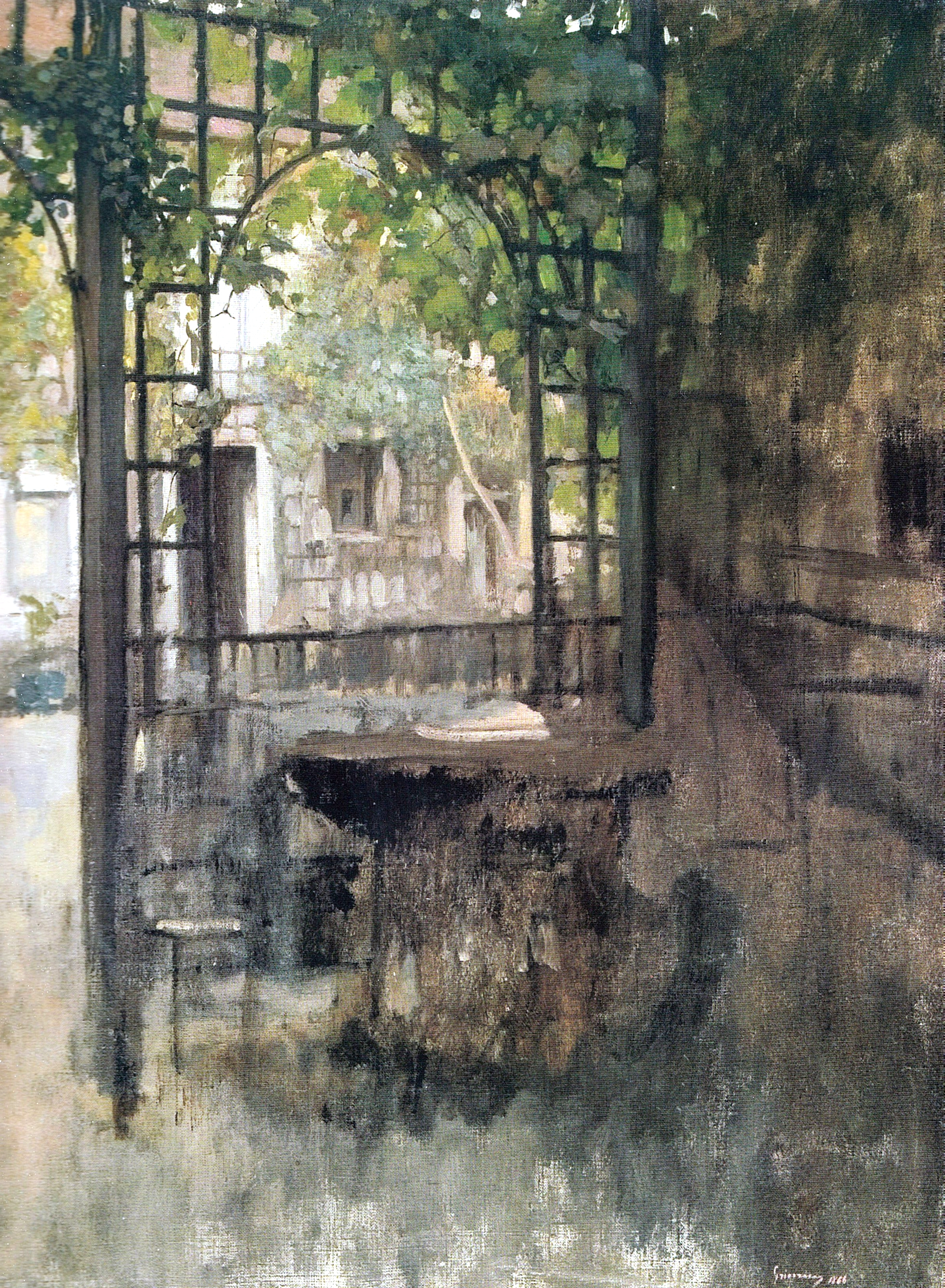
Interior de curte la Barbizon (1866)

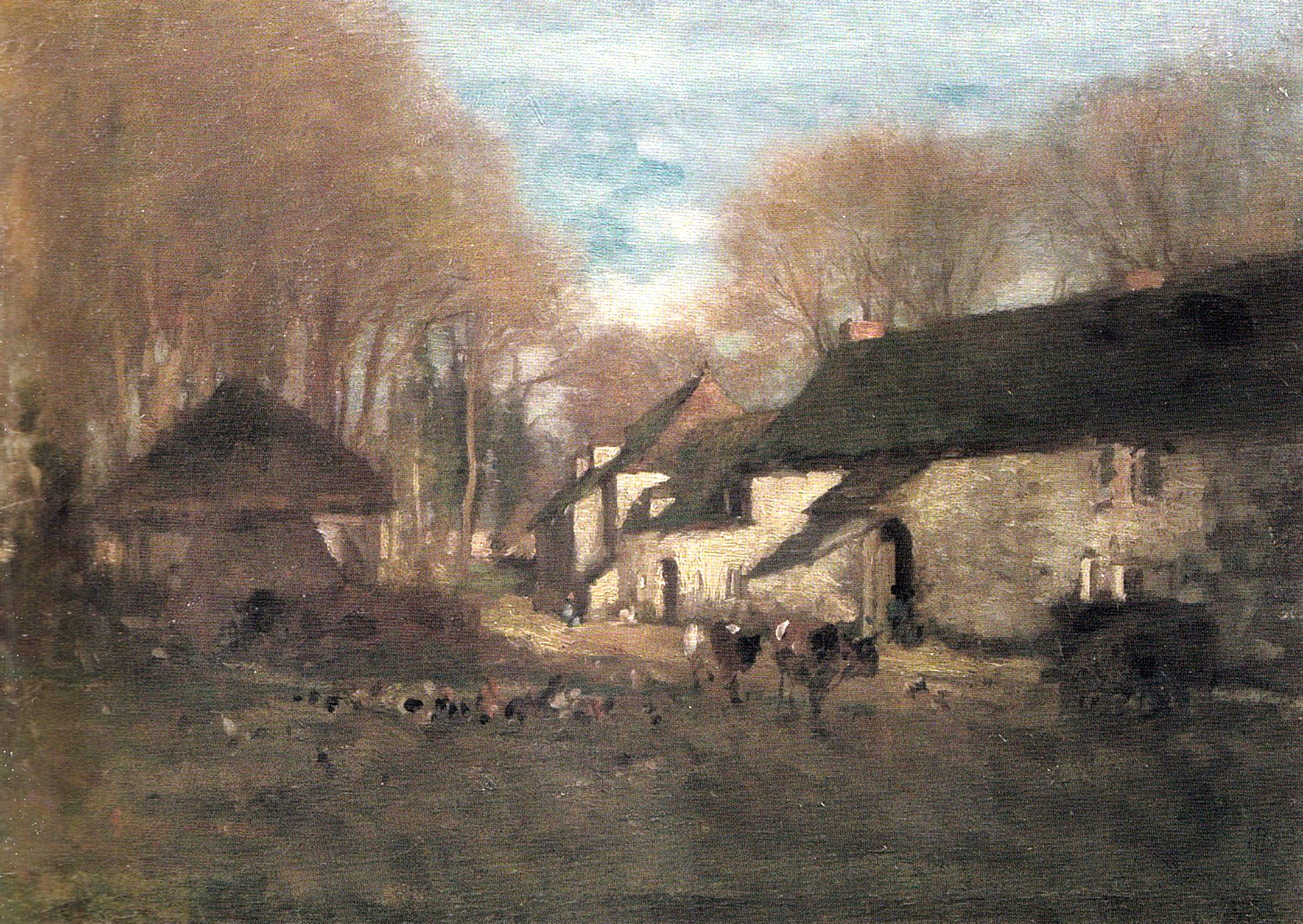
Satul Barbizon (1864-1867) - la Muzeul Zambaccian din București

O dată cu revenirea Tezaurului României din Rusia din a anul 1956, s-au returnat și o serie de mici tablouri realizate de Nicolae Grigorescu în perioada sa de studii de la Barbizon. A fost o perioadă de experimentări și încercări, un timp în care a luptat pentru a-și elibera propria personalitate de influențele pe care s-a bazat și care vor apărea din ce în ce mai rar în opera sa, dar cu un plus de originalitate.
Rezultatele acestei faze de creație de la Barbizon, au rămas posterității în lucrările intitulate Turma cu oi, Puntea ruptă, Peisajul din pădure și neapărat Interior de curte făcut la Barbizon în anul 1866. Acesta din urmă, este o operă spontană făcută în plein-air și care nu are nicio reminiscență a influenței vreunuia dintre maeștrii alături de care a lucrat. Fiind executată în genul peisajului, pare a fi o preocupare relativ mai recentă. Ea echivalează ca valoare plastică cu alte piese făcute de artist, ceva mai vechi, în care excelase în pictarea figurii umane ca în Autoportret și Bustul de femeie ce amintește de Sybilele barocului. După părerea lui George Oprescu, Interior de curte reprezintă un punct de plecare în cariera de peisagist a lui Nicolae Grigorescu. După toate probabilitățile, ea a fost pictată afară, în aer liber, fapt care-i conferă o valoare deosebită. În acea vreme, a picta în plein-air era ceva deosebit în comparație cu zilele de astăzi când acest obicei nu este unul indispensabil. În acele timpuri, pictorii făceau de obicei schițele în mijlocul naturii, însă definitivarea lucrării se făcea cu predilecție în atelier, lucru care împieta asupra cromaticii tabloului printr-o înfățișare de obicei sumbră, prin tonuri închise ale griurilor de culoare.
Lucrarea Satul Barbizon (1864-1867) prezintă o imagine a satului în care pictorul a înfățișat câteva aspecte ale vieții cotidiene de acolo în acele vremuri. Imaginea a fost aleasă parcă la întâmplare prin prezentarea unui motiv mai puțin pictural. Pomii constituie cadrul compoziției și casele sunt privite dintr-un unghi cam ascuțit. Primul plan îl ocupă animalele satului ce bântuiau în mod obișnuit ulițele localităților de pe atunci. Aspectul ușor nostalgic îl dă lumina rozatică ce face parte din registrul cromatic preferat al pictorilor de la Barbizon.

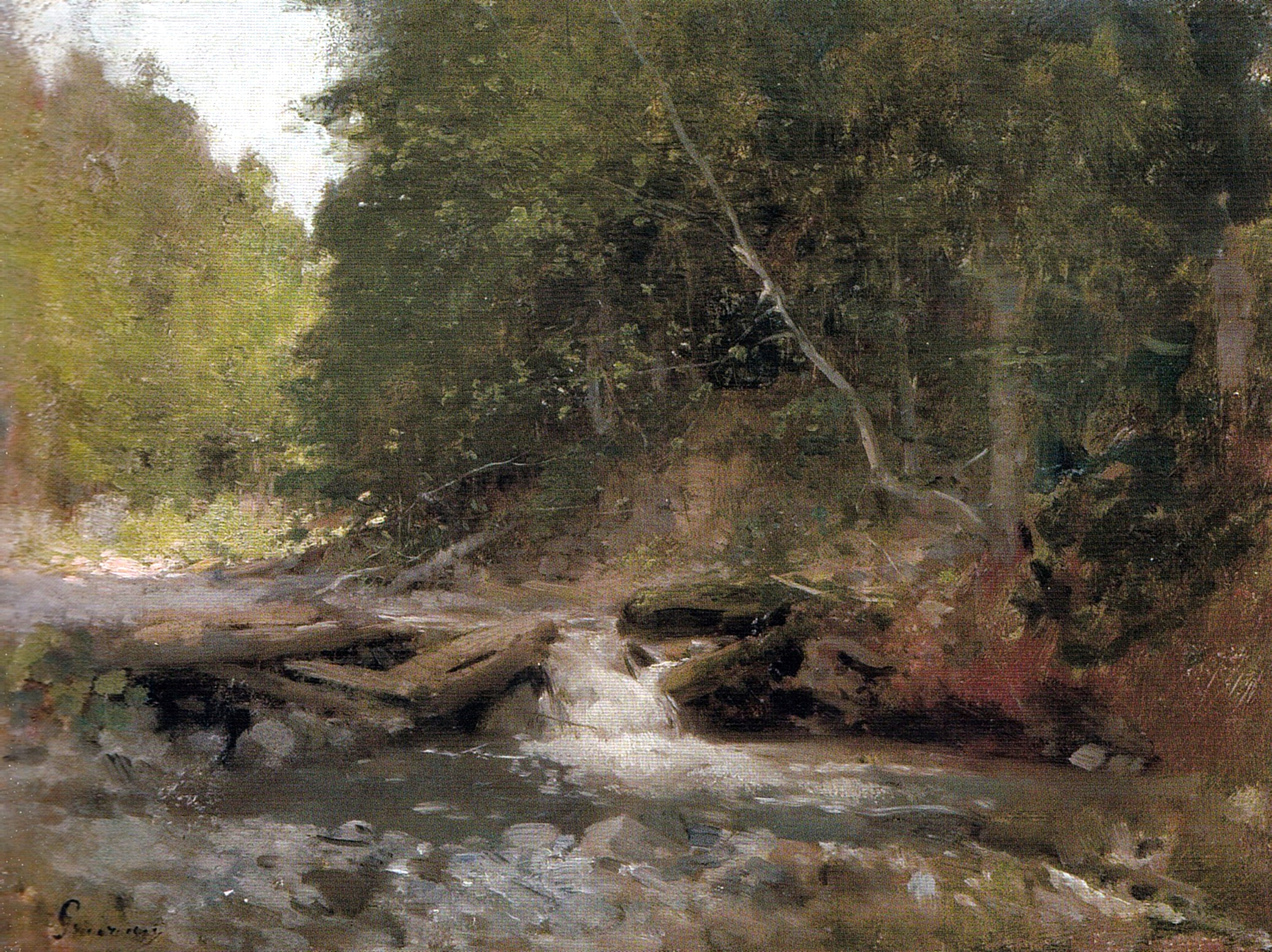
Puntea ruptă - (1866-1869)

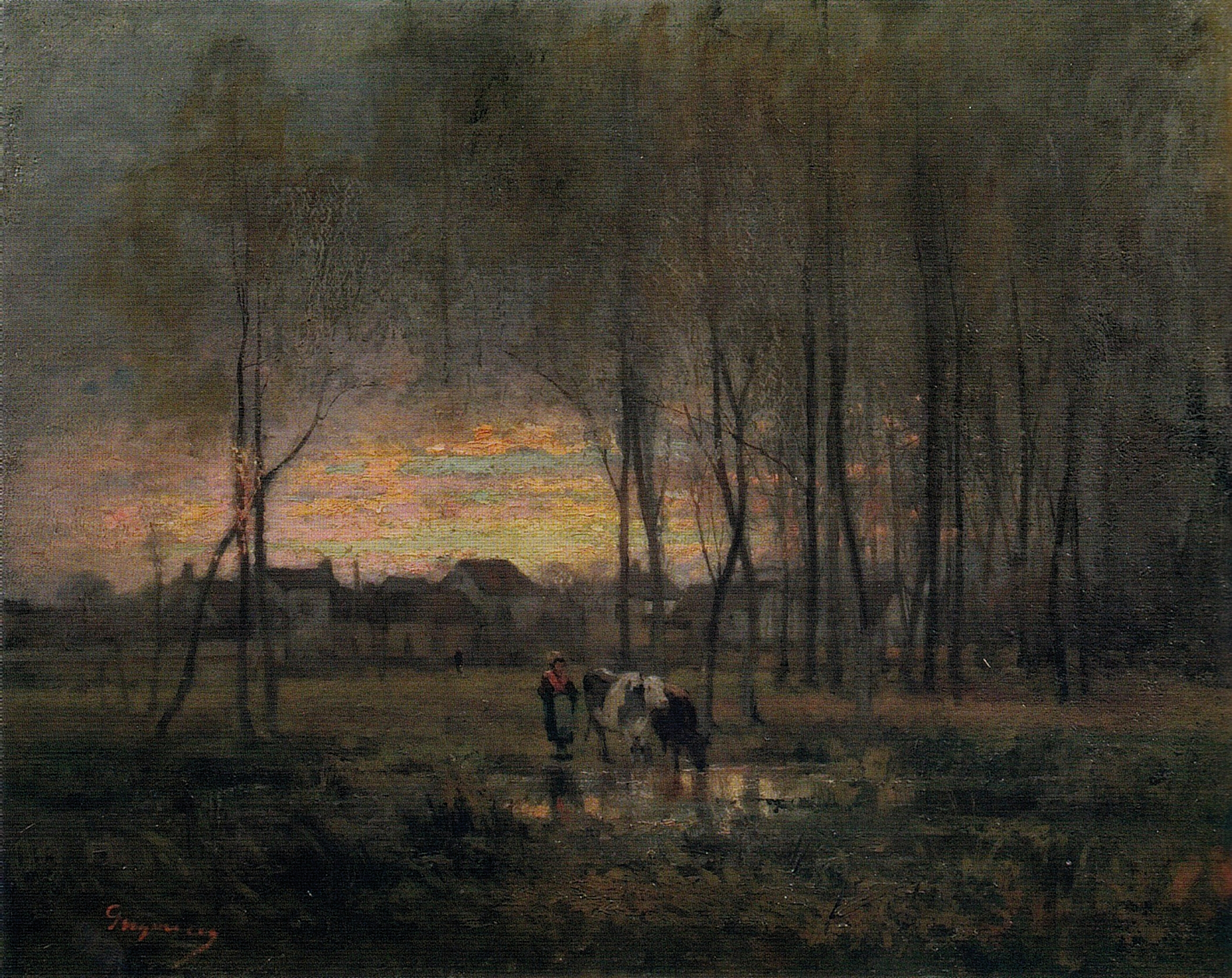
La adăpat din perioada 1866 -1869 - la Galeria de Artă Românească a Muzeului Național de Artă al României

Dintre toți membrii Școlii de la Barbizon, de numele cărora se leagă Fontainebleau, doar Charles-François Daubigny lucra în mod curent în aer liber, fapt demonstrat în picturile pe care le-a făcut prin farmecul și prospețimea care-l apropie de impresioniști, cei care aveau înrădăcinat cel mai puternic acest crez al picturii în mijlocul naturii. Cu toate acestea, critica de artă a determinat într-un mod fără de echivoc, că nici impresioniștii nu au abordat acestă metodă de a picta dintr-o dată. Se știe că nici Monet nu a făcut-o, el fiind cel mai mare susținător a unei asemenea practici. Metoda nu a fost inventată de Monet. El a preluat-o de la Eugène Boudin, cel care a fost precursorul și promotorul principal al mișcării impresioniste.
Critica de artă a stabilit faptul că Nicolae Grigorescu a fost independent de impresioniști deoarece el și-a dat seama de valoarea unei picturi luminoase și clare făcute direct în fața motivului ales. La Barbizon, în România (1867 și după 1869), în Italia (1873-1874) și apoi până la finele carierei lui, el a fost adeptul lucrului în aer liber.
O lumină accentuat crepusculară a fost folosită în tabloul La adăpat.  În acesta, cerul este brăzdat de nori roșii și galbeni, țăranca ce-și duce vitele la adăpat fiind învăluită de reflexele slab luminate ale acestora. Mai complet decât ultima lucrare, este Peisajul cu turmă de oi. Compoziția este mult mai bine realizată, iar cerul ocupă o mare parte din suprafața lucrării. Similar pictorilor olandezi, Grigorescu a amplasat masivitatea turmei în poziție centrală, ea fiind flancată de arborii din partea stângă a căror umbră acoperă prim-planul cu mare eleganță. Ciobanul este figurat undeva în depărtare, minuscul, abia vizibil într-o ceață violetă. Prin integrarea animalelor, a omului în natură și prin distribuirea echilibrată a luminii, acest tablou are o mare valoare plastică. Din întreaga scenă transpare un sentiment grav ce impresionează privitorul, el rămânând captivat de emoția sinceră a pictorului și de precizia convingătoare a motivului ales.
În aceeași lumină roșie, crepusculară, este înfățișat și peisajul intitulat Apus de soare la Barbizon. Gama cromatică folosită este, în schimb, mai restrânsă și impresia generală este mai potrivită prin abordarea tonurilor de griuri închise ce sunt, caracteristicele principale ale operelor artiștilor de la Barbizon. Lucrarea este o reușită a genului. George Oprescu a socotit că niciunul dintre pictorii francezi din acea vreme nu ar fi putut realiza o pictură atât de serios concepută. Privind această pânză, se poate vedea că Nicolae Grigorescu își însușise deja o mare parte a meșteșugului picturii. Acest tablou, considera George Oprescu, trebuie să fie înțeles ca fiind un indicator dintre cele mai importante din pictura românească.
În Apus de soare la Barbizon și în Peisaj cu turmă de oi, artistul român a reușit rezolvarea unor probleme pe care le-au avut dintotdeauna pictorii și în special peisagiștii. Principala greutate pe care aceștia au întâmpinat-o în creația lor a fost, integrarea figurii umane în mediul înconjurător și raportul acesteia cu fiecare element al compoziției. Pe parcursul evoluției sale artistice, Nicolae Grigorescu a reușit să găsească soluții satisfăcătoare acestei probleme fundamentale de compoziție. În mai toate peisajele, ființele vii, acolo unde ele există, au fost reprezentate în simbioză cu natura, ele constituind un tot unitar cu ea. Prin aceste soluții ale creativității grigoresciene, privitorul se află în fața unui blând patetism ce duce fără niciun dubiu, la felul de simțire și de-a fi al țăranilor români care duc în universalitate viața cotidiană.
Raportul fiecărui detaliu față de întreg, precum și relația dintre detalii în sine, nu a fost rezolvat la fel și identic în toate operele lui Grigorescu. Soluția nu a dus de fiecare dată la același rezultat odihnitor și idilic. Aceasta nu a depins întotdeauna de modul în care artistul a ales înfățișarea motivului, ci și de felul în care pictorul a ales să distribuie lumina. Această clarificare, de fiecare diferită, a depins de obiectele care fac parte constitutiv din peisajul reprezentat: ființele care-l populează, arborii, denivelările terenului. Toate acestea sunt obstacole de care lumina se izbește, se modulează dând reflexii îmbogățite cromatic în tonuri care se interpătrund, preluând esențele proprii fiecărui element compozițional. Astfel apar umbre, apar surse secundare de lumină care reliefează pe unele în detrimentul altora. Lumina este cea care amină și îi dă viață unei scene preluate direct din natură. Tonurile depind de sezonalitatea anotimpurilor și de ora zilei în care au fost surprinse. Tonul a fost înțeles pe lângă toate acestea și de dispoziția pe care a avut-o artistul în momentul imortalizării motivului. În toate operele prezentate până acum, Nicolae Grigorescu a avut o dispoziție care a dus spre orele crepusculare caracterizate de o lumină rozatică ce provine dintr-un cer cu nori vărgați cu galben sau de nuanțe roșiatice, fapt care duce privitorul spre reverie și spre o atitudine nostalgică.
Nicolae Grigorescu a pictat și peisaje sălbatice și aspre, virile și viguroase, în care a înfățișat terenuri aride și stânci abrupte pe care vegetația este săracă, în ofilire. Elocvent pentru acest motiv, este lucrarea intitulată Stâncile de la Fontainebleau, în care autorul a realizat imaginea unei curiozități a pădurii. Formațiunea de stânci de la Fontainebleau era celebră în acele timpuri, ea fiind citată în fel și fel de ghiduri turistice ale vremii. Lucrarea făcută de pictorul român este de un realism dur, brutal se poate spune. Cea mai mare parte a scenei este ocupată de o grămadă de stânci căzute de-a curmezișul.

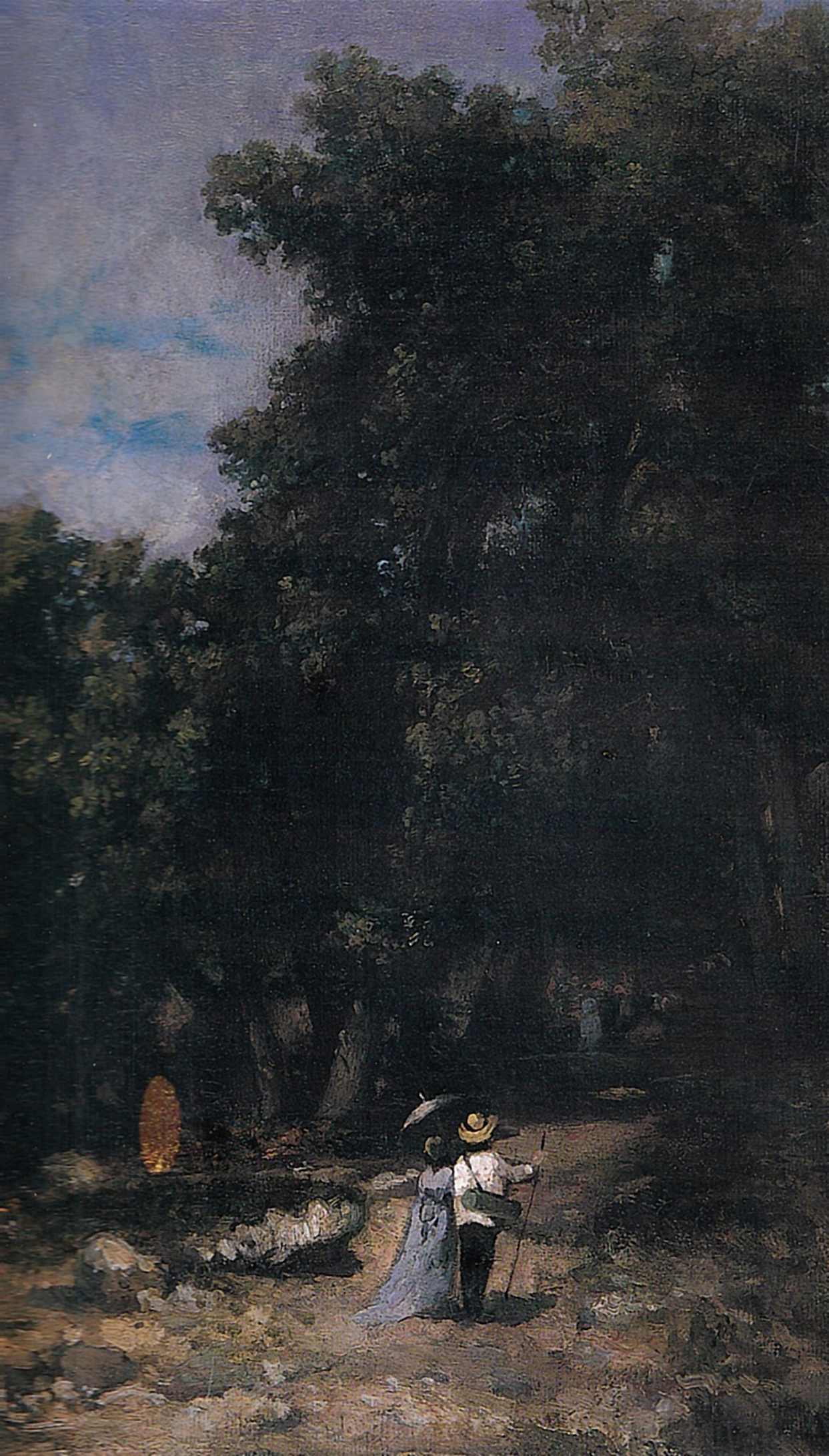
Intrarea în pădurea de la Fontainebleau (1867) - Muzeul Zambaccian

Prin modul de execuție al desenului, ferm și exact, nu prea minuțios și prin paleta de brunuri și griuri în toate nuanțele, face ca privitorul să simtă cu pregnanță greutatea și duritatea stâncilor îngrămădite de cine știe ce cataclism natural cu mii de ani înainte. Vegetația a fost distribuită fără cusur, ea fiind dozată cu o stăpânire a paletei impecabilă: în stânga un grup de copaci masivi, iar în dreapta apare doar o vegetație firavă. Totul este profilat pe un cer străbătut de nori diafani și subțiri.
Unul dintre peisajele de dimensiuni mari realizate de Nicolae Grigorescu este Toamna la Fontainebleau. În anul 1962, tabloul era pe părți puțin alterat, necesitând un amplu proces de restaurare. Ceea ce a rămas intact structural, dovedește viziunea nobilă a pictorului, precum și marele grad de maturitate pe care l-a atins la Barbizon. Criticul George Oprescu a considerat că această operă este una care poate sta fără nicio problemă alături de alte astfel de picturi ale genului realizate de marii maeștrii ai picturii internaționale. Ea are o tonalitate sobră în care se regăsesc cele mai rafinate tonuri ce emană căldura unei tapiserii și detaliile ei exprimă întreaga poezie morbidă a toamnei.
Intrarea în pădurea de la Fontainebleau se află la Muzeul Zambaccian din București. Ea se prezintă într-o stare excelentă, fiind lipsită de degradări datorate timpului. Este cea mai cunoscută și comentată lucrare cu peisaj realizată de Grigorescu la Barbizon, dar nu este superioară Toamnei de la Fontainebleau. Cele două, împreună, constituie sinteza a tot ce a fost mai bun din ce a realizat Nicolae Grigorescu la Barbizon în calitate de peisagist. Compoziția a fost mult gândită, execuția a fost făcută fără nicio grabă, pe îndelete, este solidă - deci mai puțin spontană, și prezintă mai multe reveniri. Ea are toate calitățile care se cereau tuturor operelor care participau în acea vreme la expozițiile Salonului Oficial de la Paris.
Tabloul este un peisaj cu figuri, deoarece sunt figurate două persoane, un bărbat și o femeie, intrând pe o alee în pădurea de la Fontainebleau. Prin dimensiunile sale, lucrarea este impozantă, iar cele două personaje sunt reduse ca dimensiune și aduse în realitate prin comparație cu monumentalitatea arborilor pădurii. Ei înaintează la pas agale, ea având o umbrelă și o rochie cu trenă specifică portului de atunci. În acele vremuri o astfel de plimbare nu era obișnuită în viața protipendadei feminine a Parisului. El poartă o pălărie alb-gălbuie și o haină. După opinia lui George Oprescu, personajele ar fi fost doctorul Grecescu și soția acestuia. Argumentul lui Oprescu este că bărbatul poartă o toblă aninată pe șoldul drept, tolbă care amintește de recuzita indispensabilă botaniștilor din acei ani. Amândouă personajele au un aer ciudat, par a avea o atitudine a inulității fiind opriți pe un dâmb al terenului. În fața acestora se întinde pădurea, figurile umane părând a fi adăugate din complezență. De remarcat este faptul că cele două pete de galben și albastru se susțin reciproc, în lipsa lor cromatica ar fi fost aproape monocromă și severă.

## Galerie

Nicolae Grigorescu - Peisaje realizate la Barbizon
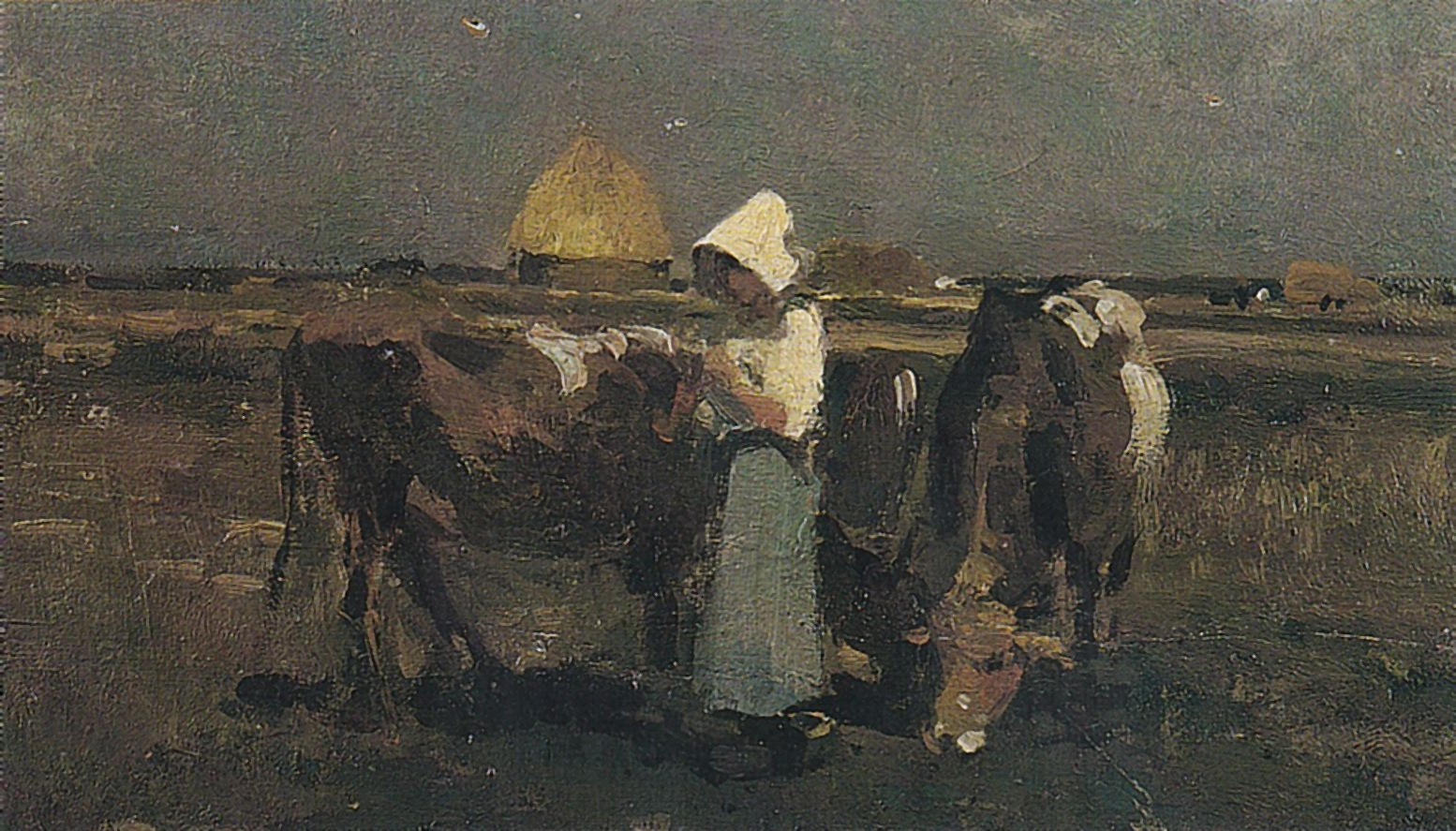
Ciobăniță la Barbizon
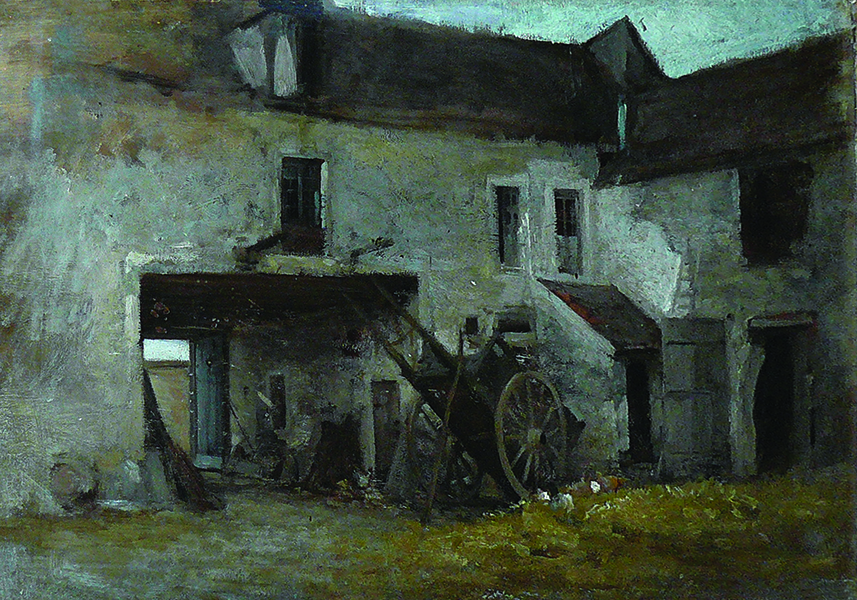
Curtea Hanului Ganne la Barbizon
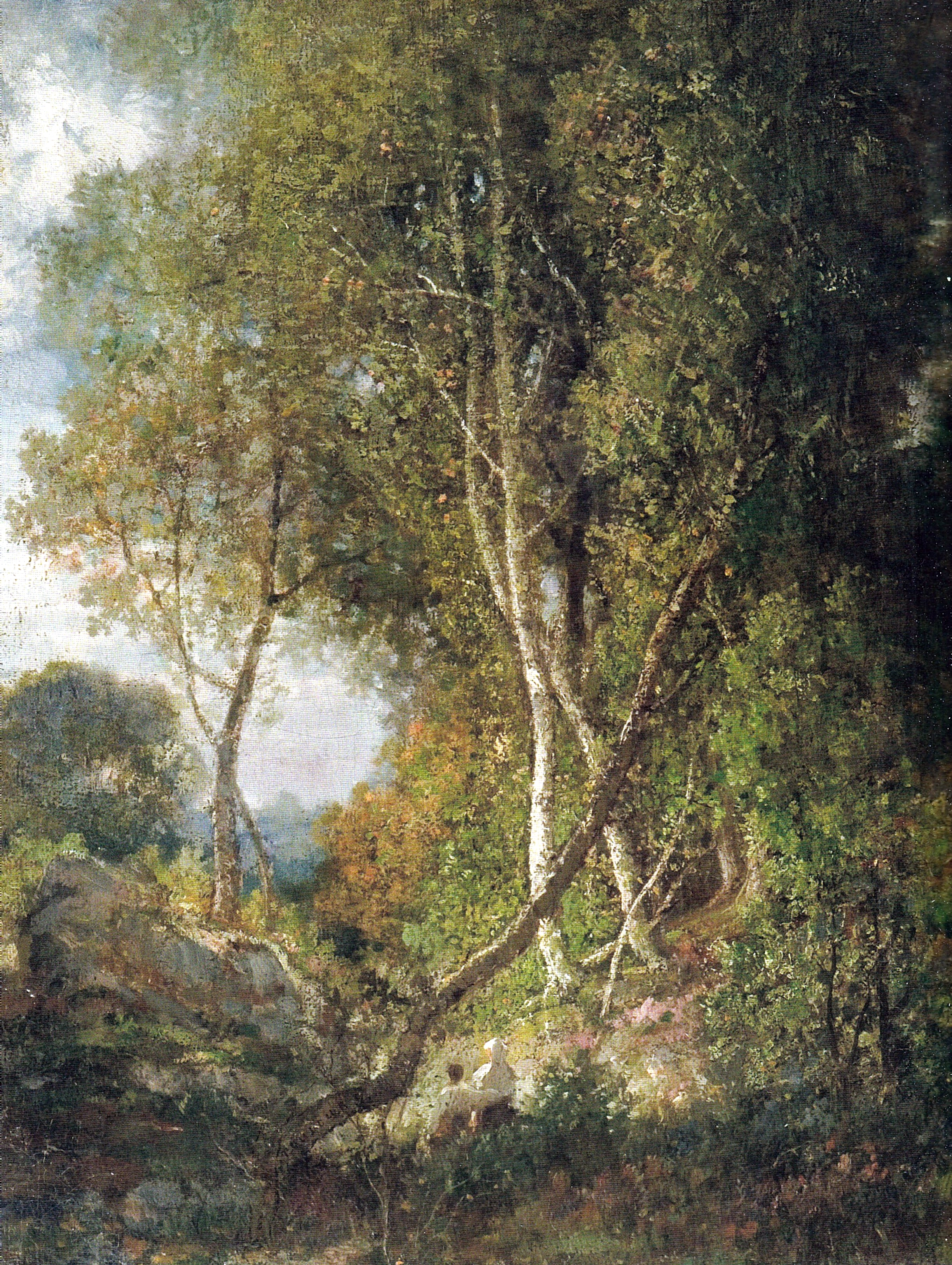
Peisaj - (1866-1869)
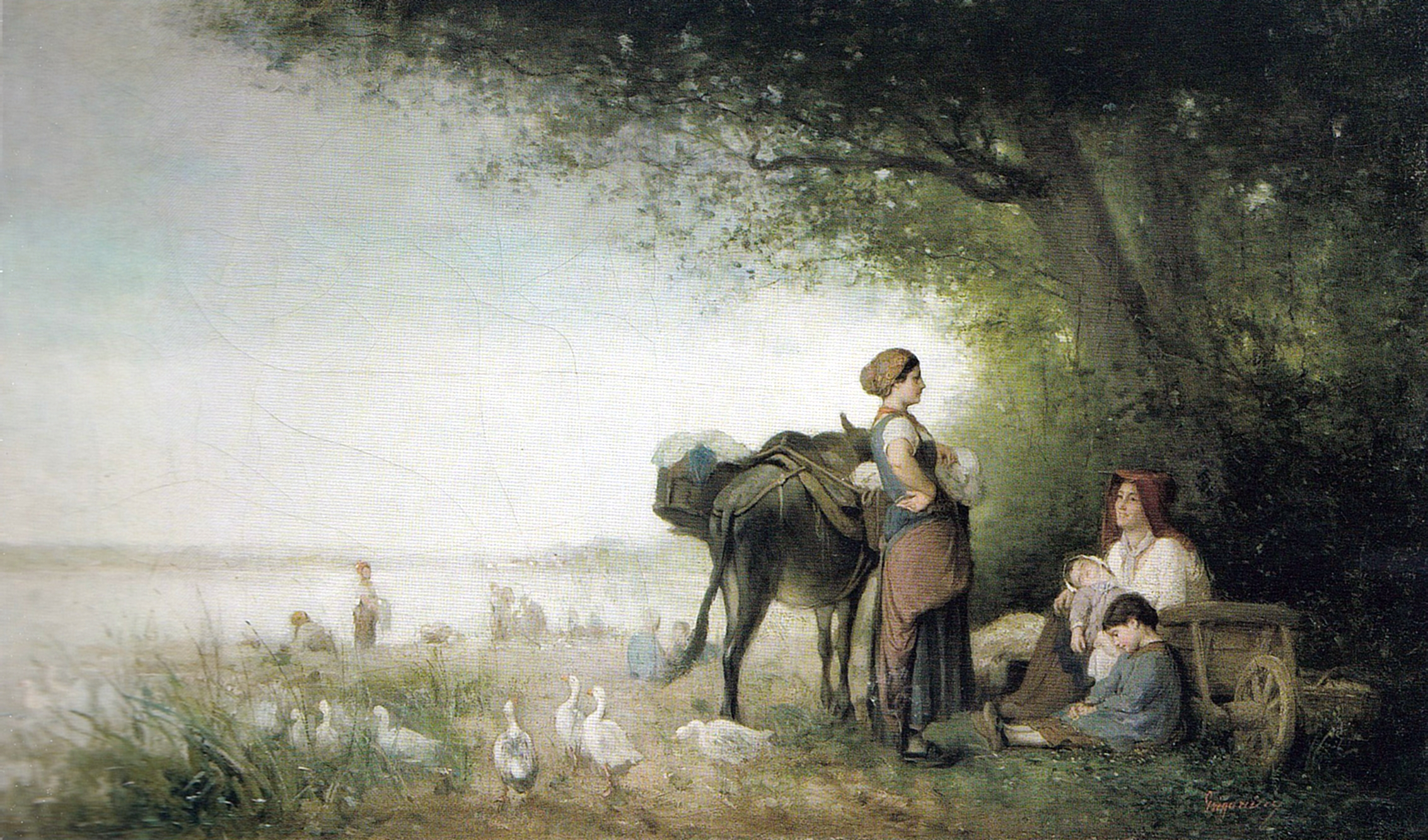
Spălătorese la râu - (1863-1866)